# Blésois
Le Blésois est une région naturelle française située autour de la ville de Blois (actuel Loir-et-Cher). Ses habitants portent le même nom. Historiquement, le pays blésois faisait partie du comté de Blois puis, à partir de 1498, de la province de l’Orléanais. Depuis l’an 1800, il correspond plus ou moins à l’arrondissement de Blois.
Écologiquement, le Blésois est une zone intermédiaire entre les plaines de la Beauce et les forêts humides de Sologne, le tout autour de la Loire. Il s'agit ainsi d'une région relativement plate, riche en forêts et en ruisseaux dont les vallées sculptées délimitent le territoire.

## Généralités
Cette région naturelle est située au centre du département de Loir-et-Cher, proche du centre de la France métropolitaine. Elle est naturellement délimitée par les vals du Beuvron au Sud jusqu’à Villesavin, de la Cisse au Nord jusqu’à la Réserve Nationale des Vallées de la Grande Pierre et de Vitain (Saint-Bohaire), et par les communes de Mer et Chambord à l’Est. 
Avec le Val de Loire orléanais, le Val de Loire tourangeau et le Val d'Anjou, le pays blésois fait partie d’un vaste espace naturel appelé le Val de Loire.

### Terminologie
Le terme « Blésois » provient de l’appellation du pays de Blois sous les Romains : le pagus blesensis (litt. « pays blésois »), qui dériverait lui-même du terme celte bleiz qui signifie « loup »,. Le Blésois serait ainsi à l’origine considéré comme « la terre des loups ». Cela étant, cet animal a localement disparu depuis le XXe siècle.
Par analogie, le blésois désigne aussi les habitants et natifs de Blois ou de ses environs, ainsi qu’un ancien dialecte local, qui fut principalement utilisé dans la partie au sud de la Loire, notamment en Vienne ou à Chambord.
L’orthographe « Blaisois » fut acceptée jusqu’au XIXe siècle, mais est désormais proscrite car elle peut se confondre avec celle relative au pays de la Blaise

### Régions limitrophes
Le Blésois est entouré par les régions naturelles suivantes : 

### Composition territoriale
Administrativement, le pays blésois se compose des communes suivantes, toutes au sein du Loir-et-Cher :
- Bracieux,
- Blois,
- Candé-sur-Beuvron (en partie),
- Cellettes (en partie),
- Chailles,
- Chambord (en partie),
- Chaumont-sur-Loire,
- Cour-sur-Loire,
- Huisseau-sur-Cosson,
- La Chaussée-Saint-Victor (en partie),
- La Ferté-Saint-Cyr,
- Les Montils (en partie),
- Maslives,
- Mont-près-Chambord,
- Montlivault,
- Muides-sur-Loire,
- Saint-Bohaire (en partie)
- Saint-Claude-de-Diray,
- Saint-Denis-sur-Loire (en partie),
- Saint-Dyé-sur-Loire,
- Saint-Gervais-la-Forêt,
- Saint-Sulpice-de-Pommeray,
- Seur (en partie),
- Tour-en-Sologne (en partie),
- Valencisse (en partie),
- Valloire-sur-Cisse,
- Veuzain-sur-Loire,
- Vineuil.

## Paysages

### Cours d’eau
Le Blésois est traversé d’est en ouest par la Loire, à un passage où le lit a creusé un val relativement important, comparé à l’Orléanais où le val est bien plus plat. La région de Blois est ainsi naturellement mieux protégée contre les inondations. Dans le cadre du programme européen de La Loire à vélo, une piste cyclable a été aménagée sur presque toute la longueur des deux rives du fleuve.
La zone voit également plusieurs affluents du fleuve l’irriguer :
- la Cisse (frontière nord avec la Petite Beauce), dont une partie rejoint la Loire à Valloire-sur-Cisse et une autre longe le fleuve jusqu’à Vouvray (en Val de Loire tourangeau) ;
- le Beuvron (frontière sud), de la rive droite au niveau de Tour-en-Sologne, au château de Villesavin, jusqu’à Candé-sur-Beuvron ;
- le Cosson suit le coteau sud du val, en provenance de la Sologne depuis Huisseau-sur-Cosson et allant jusqu’à Candé-sur-Beuvron ;
- l’Arrou, en partance du lac de la Pinçonnière (Blois), dont le cours a été canalisé et enseveli sous le centre-ville depuis le parc de l’Arrou ;
- les Mées, également canalisées au niveau du parc des Mées, et dont la source est localisée à La Chaussée-Saint-Victor ;
- la Noue, un petit ruisseau longeant la Loire depuis Montlivault et qui rejoint le Cosson entre Blois et Vineuil ;
- ainsi que différents ruisseaux irréguliers prenant leur source dans la forêt domaniale de Blois.

Néanmoins, au cours des deux derniers millénaires, l’ensemble des cours d’eau ont subi d’importants aménagements. En effet, même si la Loire est souvent qualifiée de « dernier fleuve sauvage d’Europe », et au-delà de la construction d’infrastructures telles que des ponts ou des digues, les cours d’eau blésois ont littéralement été modifiés par l’Homme. Par exemple, le courant de la Loire a très tôt été maitrisé avec la construction de duits, et le fleuve a perdu une île à Blois en 1717 depuis la fermeture du chenal de la Bouillie à l’aide d’une digue dans le prolongement de la Creusille. Plus tôt, ce fut le roi François Ier qui voulut déplacer le lit de la Loire jusque Chambord (à une quinzaine de kilomètres du fleuve), mais ce fut finalement le Cosson qui fut canalisé pour former des douves autour du château. Comme énoncé plus haut, les rivières de l’Arrou et des Mées sont essentiellement canalisées et ensevelies au niveau de Blois.

### Forêts
Comme le reste de la France, la région était à l’origine fortement boisée. Aujourd’hui, il reste de grandes forêts :
- la forêt communale de Duizhon (260 ha),
- la forêt domaniale de Blois, sur la rive droite, au nord (2 750 ha),
- la forêt domaniale de Russy, sur la rive gauche, au sud (3 250 ha),
- la forêt domaniale de Boulogne (4 075 ha),
- la forêt de Marchenoir (5 070 ha),
- le parc de Chambord (5 440 ha), à l’est, qui constitue également une zone tampon entre le pays blésois et la Sologne.

### Agriculture
Les alluvions déposés par la Loire au fil des millénaires ont rendu les coteaux du Val de Loire très fertiles. La région est notamment productrice de :
- céréales, dont du blé et du maïs ;
- des oléoprotéagineux, à l’image des asperges ;
- des fruits, comme des fraises ou des cerises.

Le Blésois est aussi connu pour ses quelques vignobles, comme ceux du domaine de Touraine-Mesland, qui constitue d’ailleurs la frontière entre le Blésois et le Val de Loire tourangeau. Les cépages issus des alentours de Blois sont quant à eux classés vignobles de Touraine.

### Patrimoine
Depuis 2000, l’UNESCO a inscrit l’ensemble du Val de Loire au sein du patrimoine mondial de l’humanité, en incluant des espaces en bords de Loire tels que le port blésois de la Creusille, ainsi que de nombreux châteaux de la Loire, comme ceux de Blois, Chambord ou de Chaumont-sur-Loire.

## Faune sauvage locale

### Flore recensée
Aperçu :
- Anémone pulsatille de plaines arides,
- Chêne,
- Frêne,
- Iris d’eau,
- Lathrée écailleuse,
- Orobanche pourprée,
- Perce-neige,
- Saule (blanc, pleureur),
- Sureau noir.

### Faune commune
Liste non exhaustive

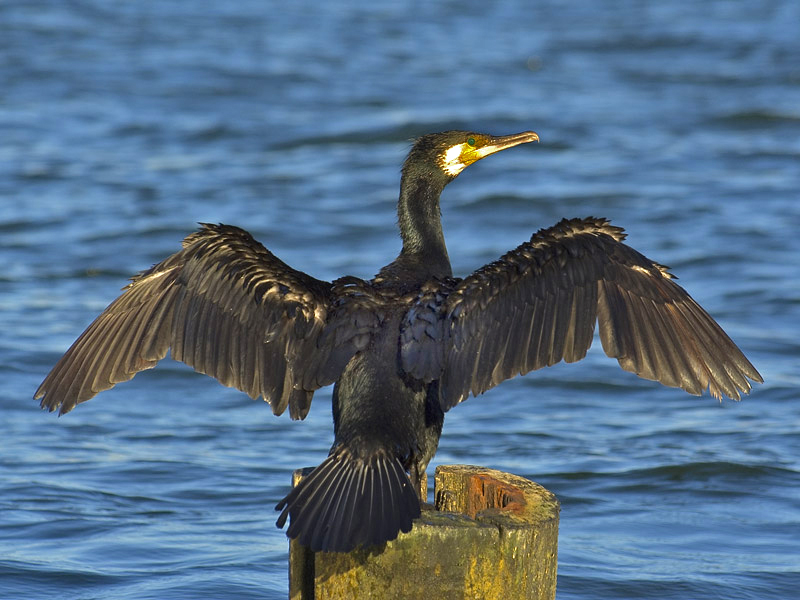
Grand cormoran
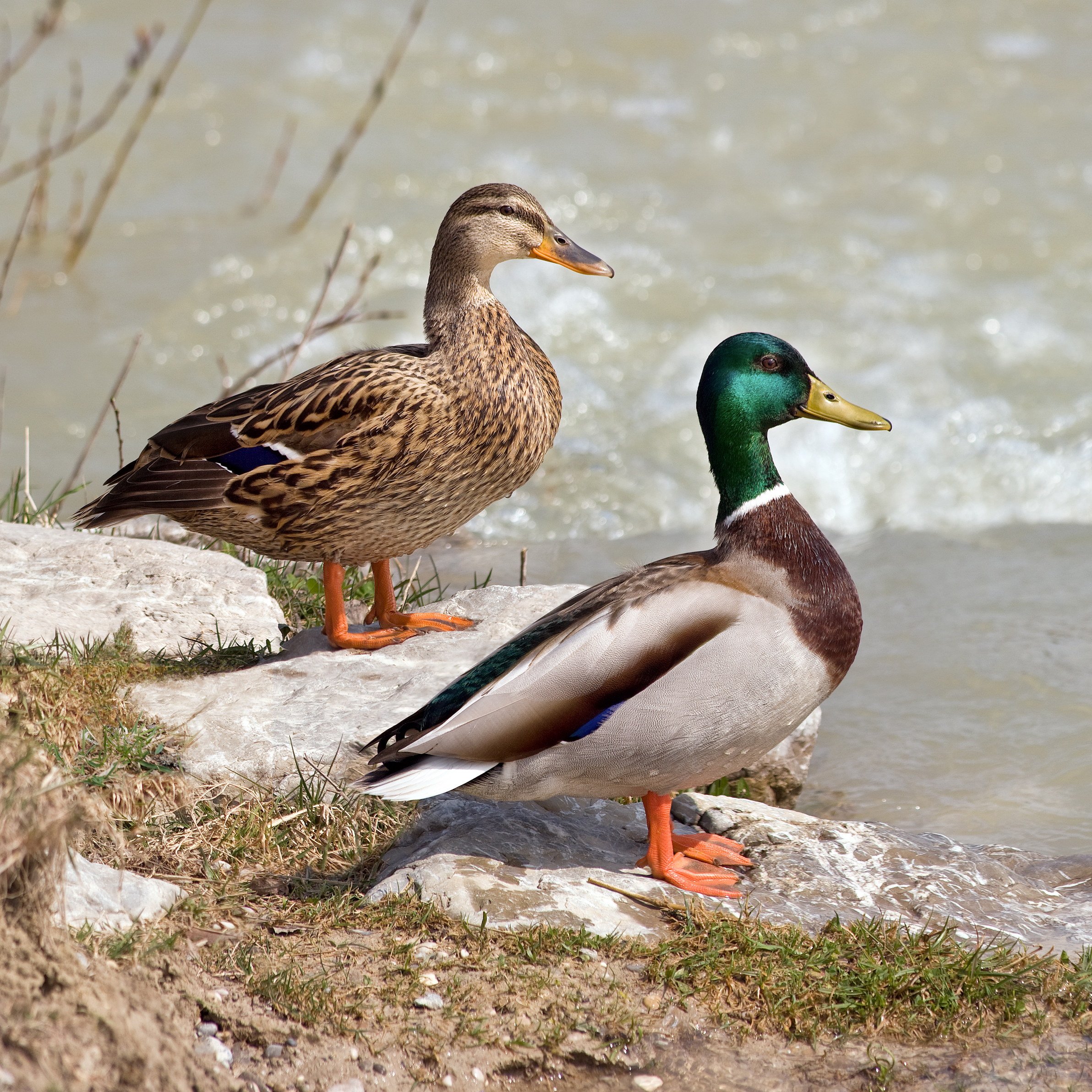
Couple de canards colverts
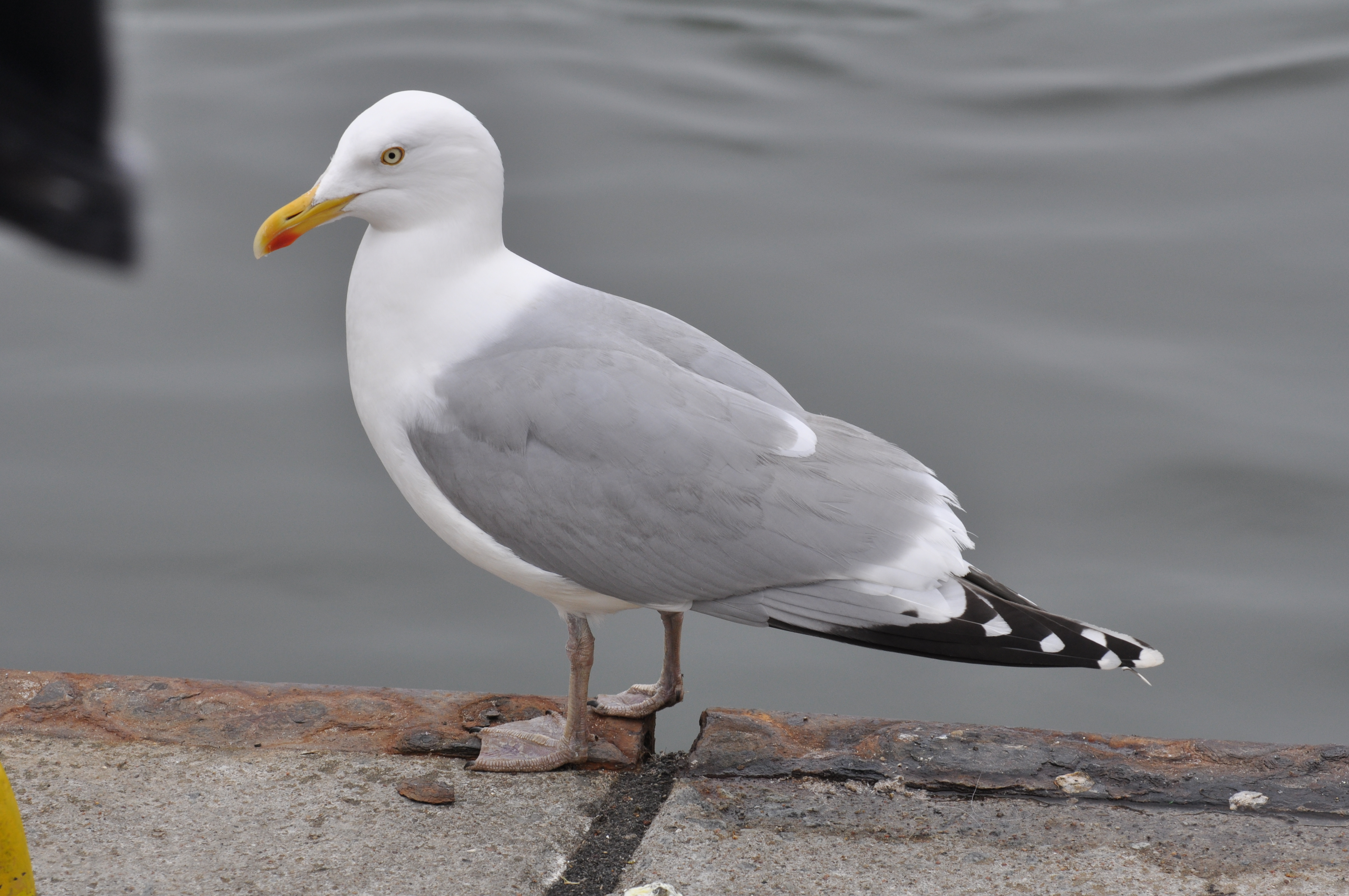
Goéland argenté

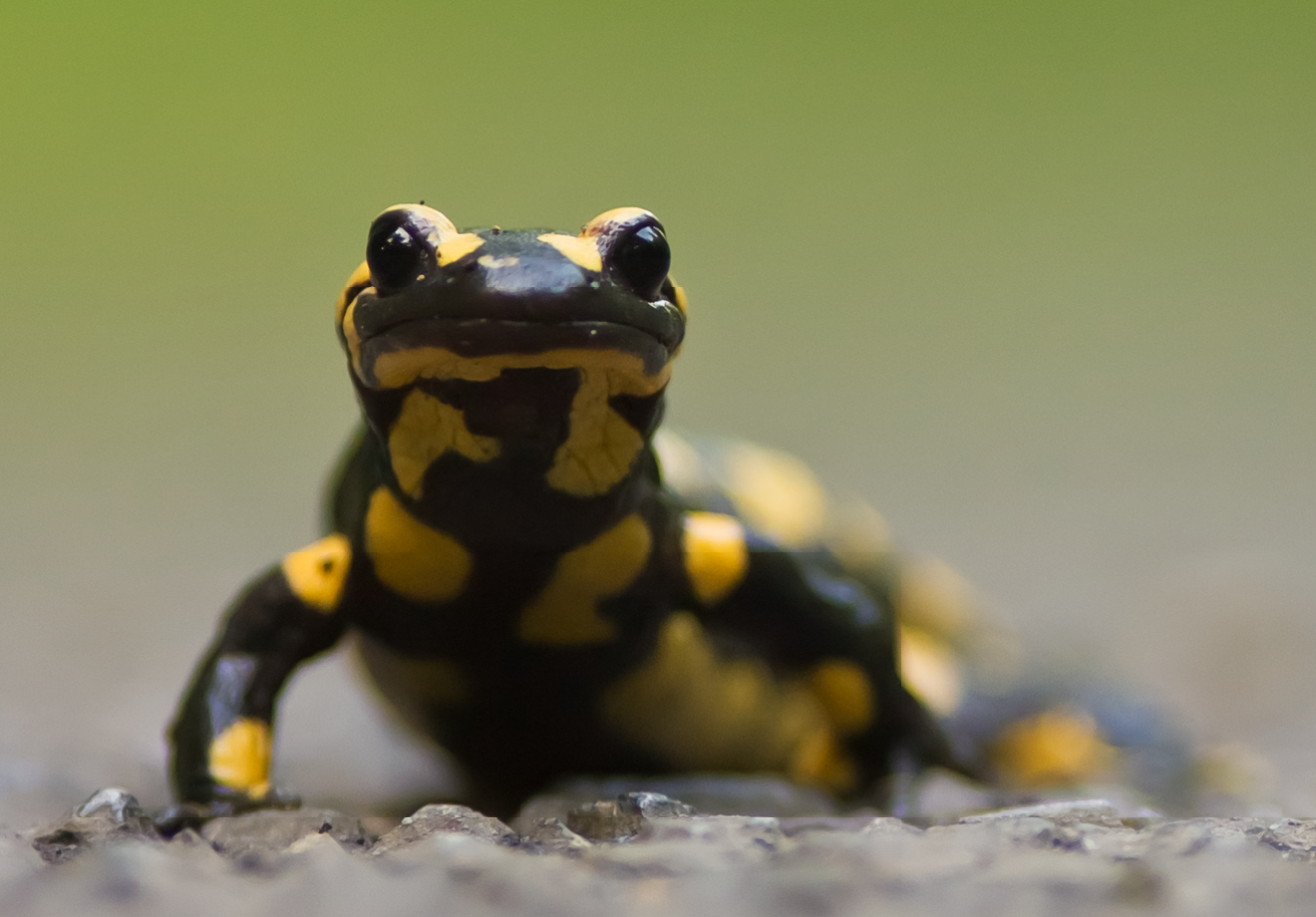
Salamandre tachetée
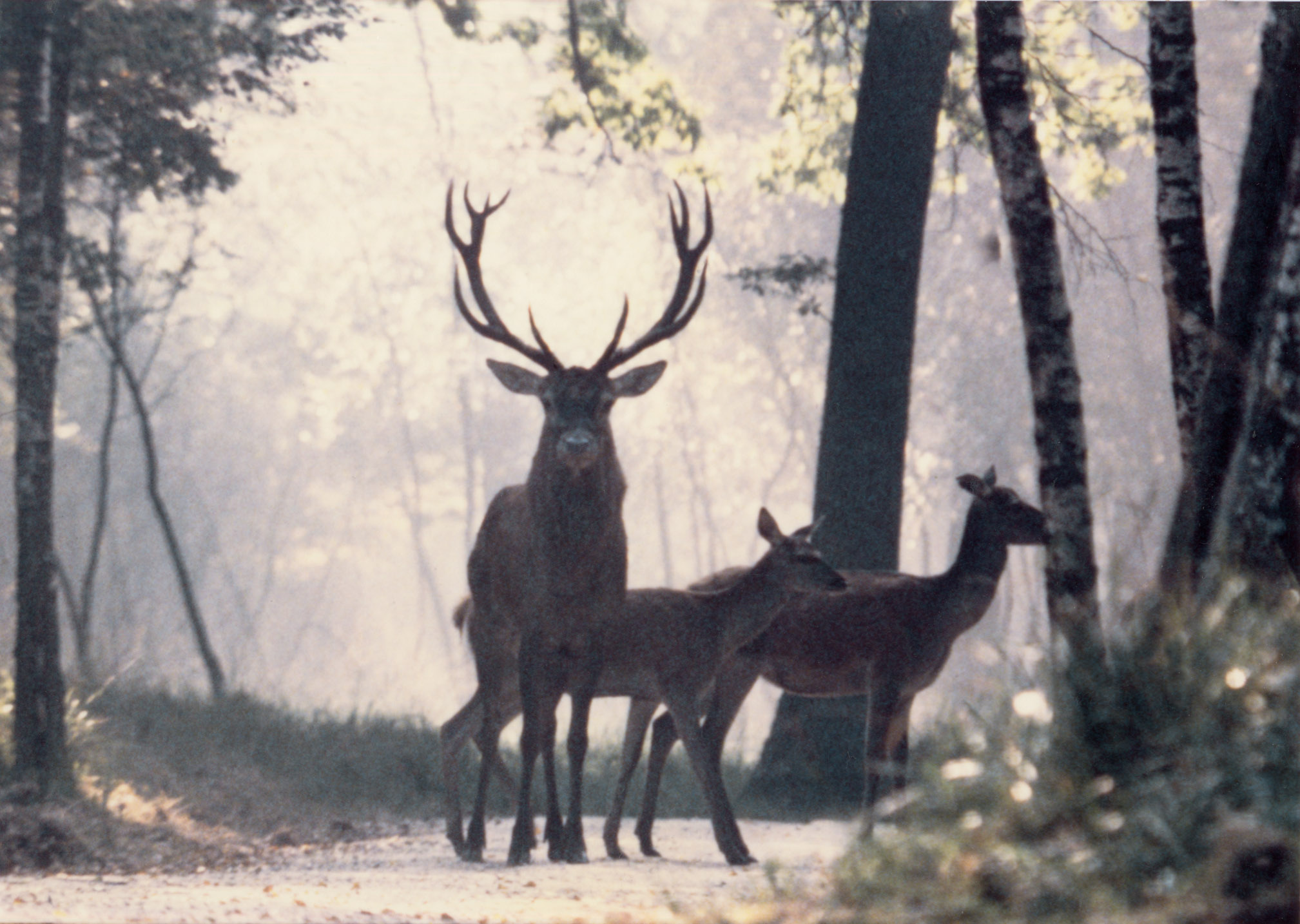
Grand cerf et deux biches
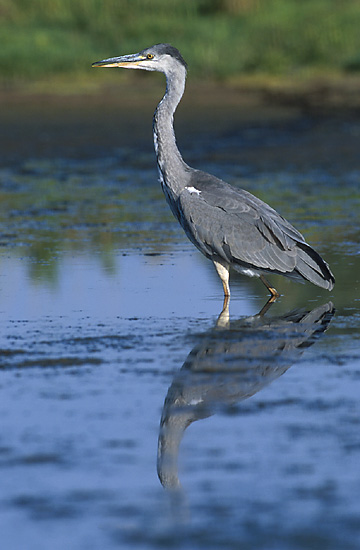
Héron cendré
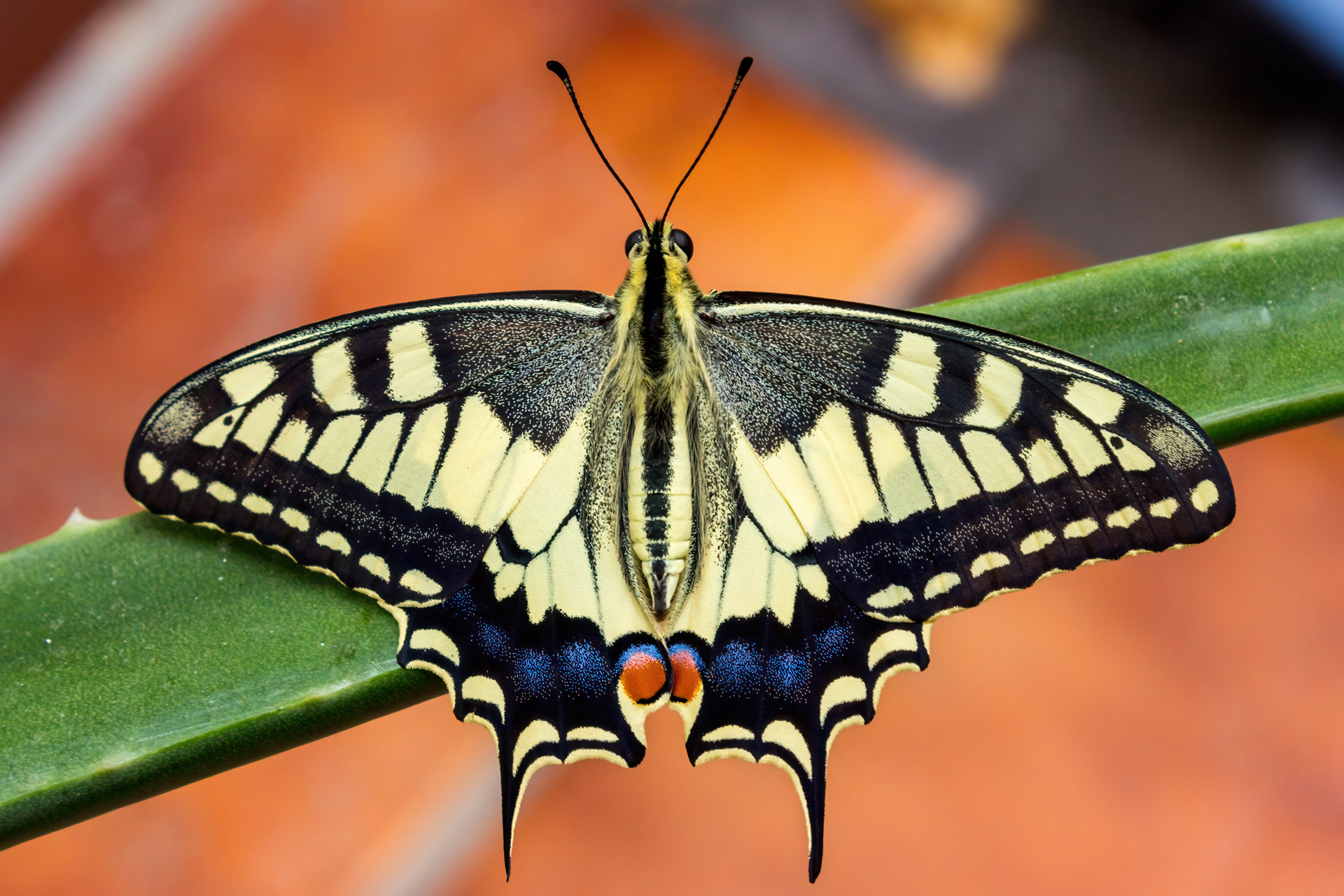
Machaon

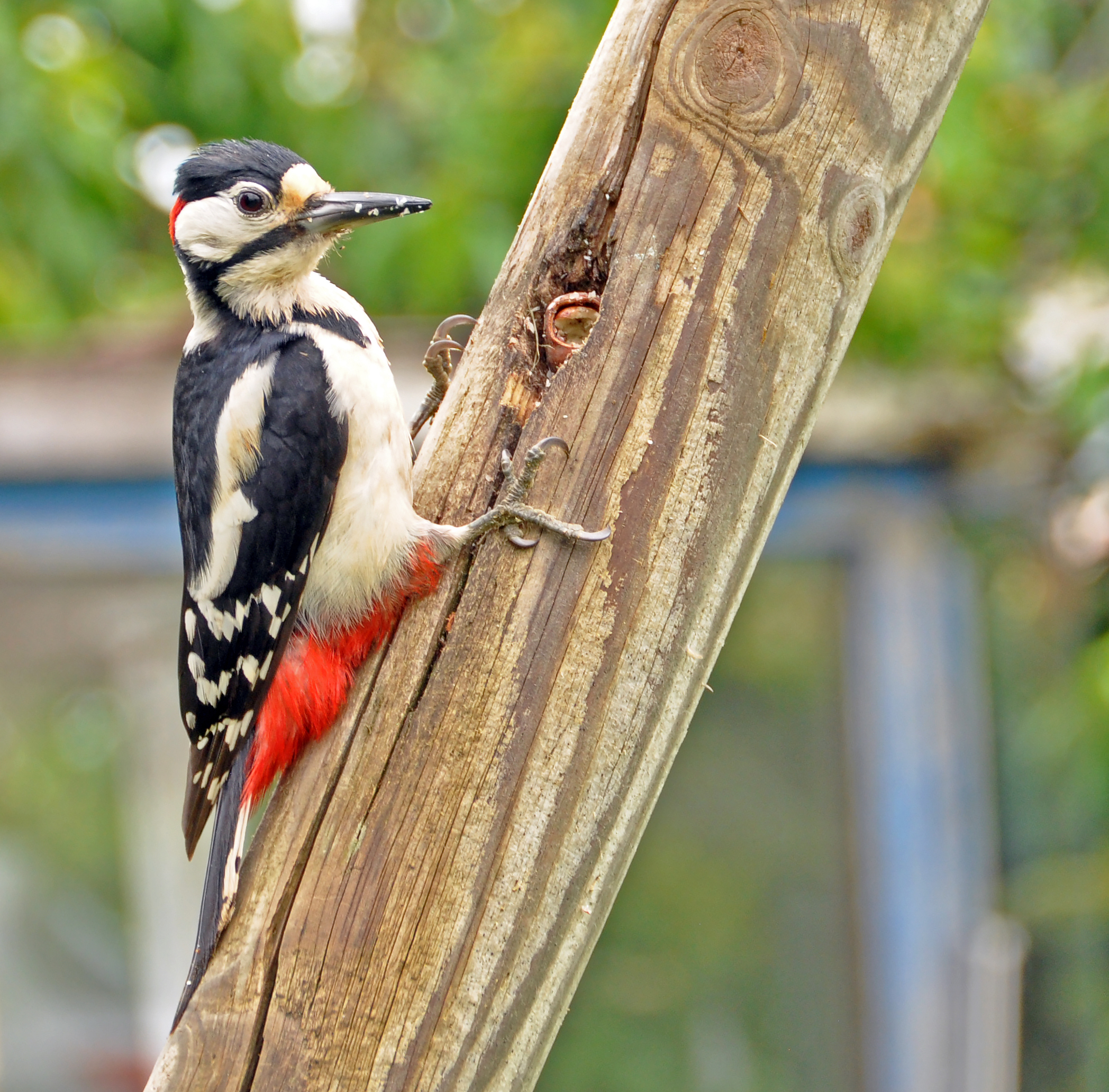
Pic épeiche
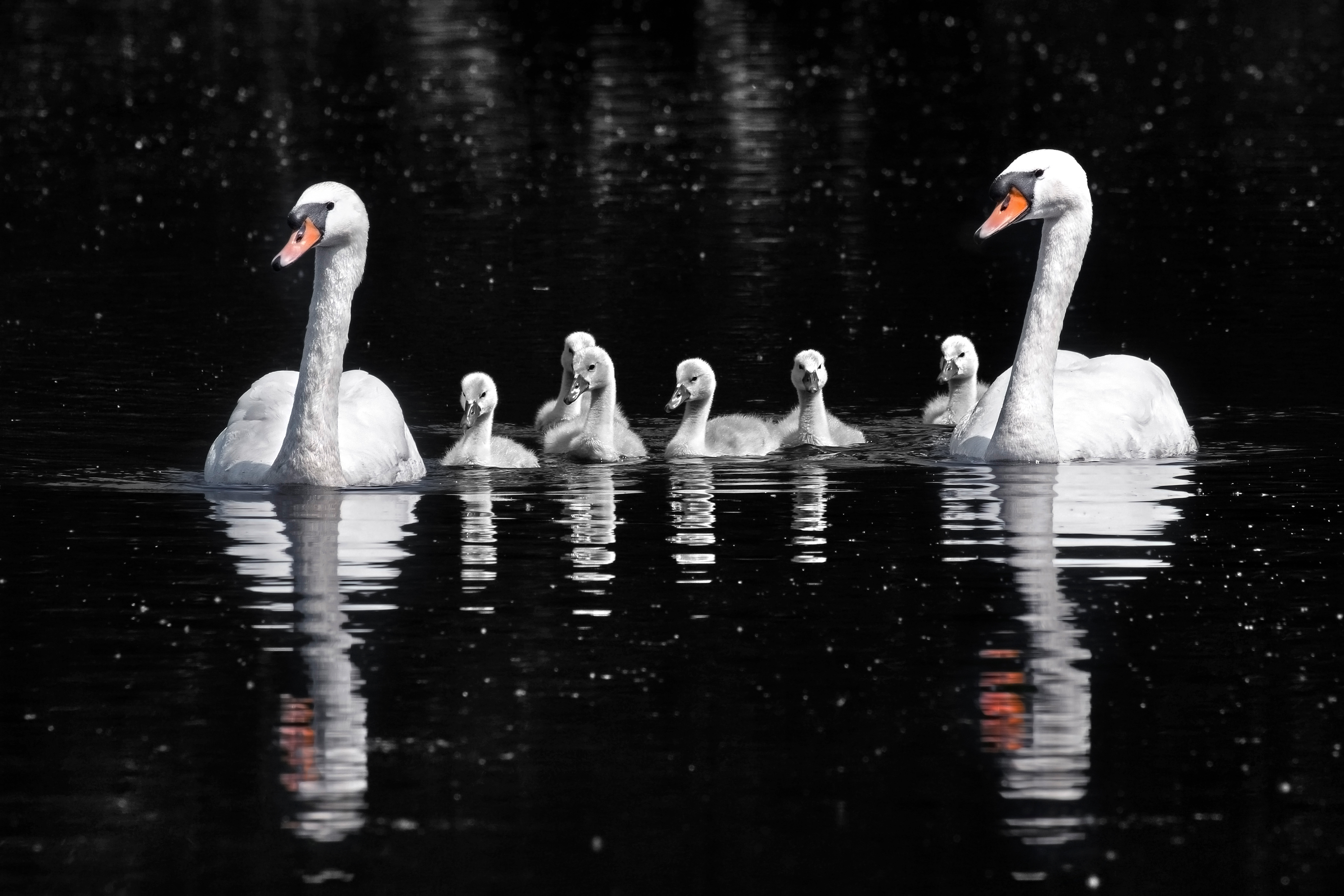
Famille de cygnes blancs
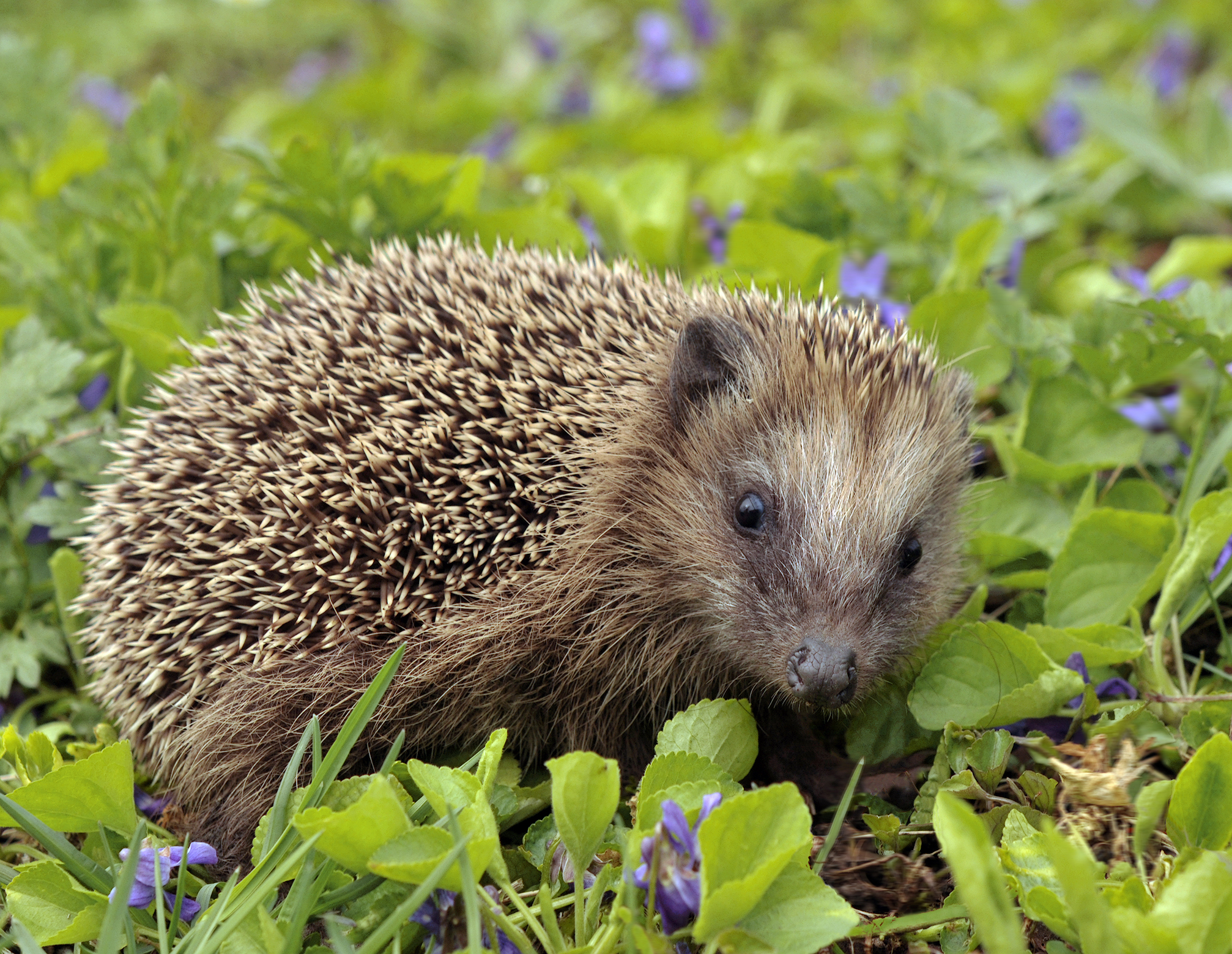
Hérisson d'Europe juvénile
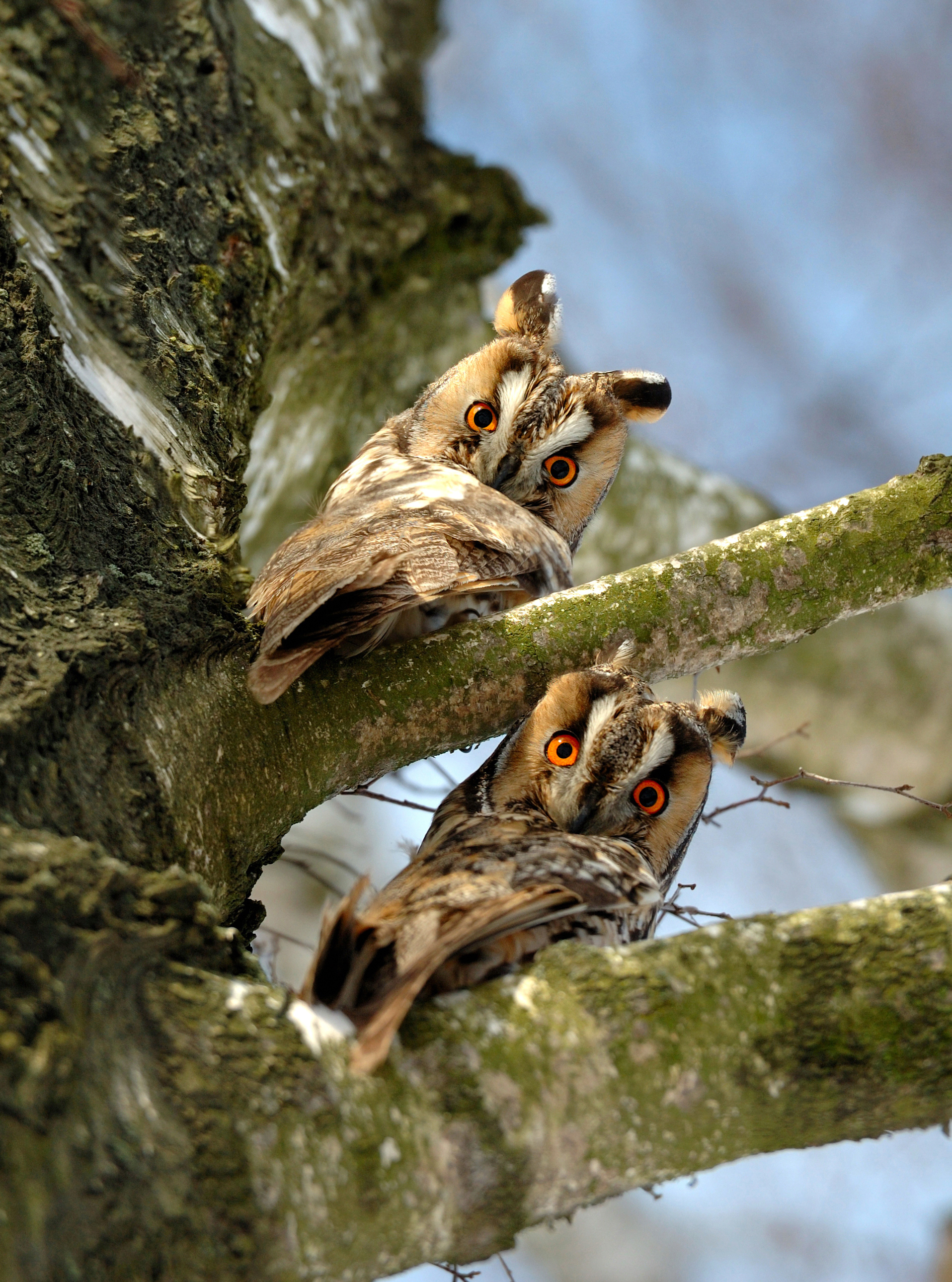
Hibou moyen-duc

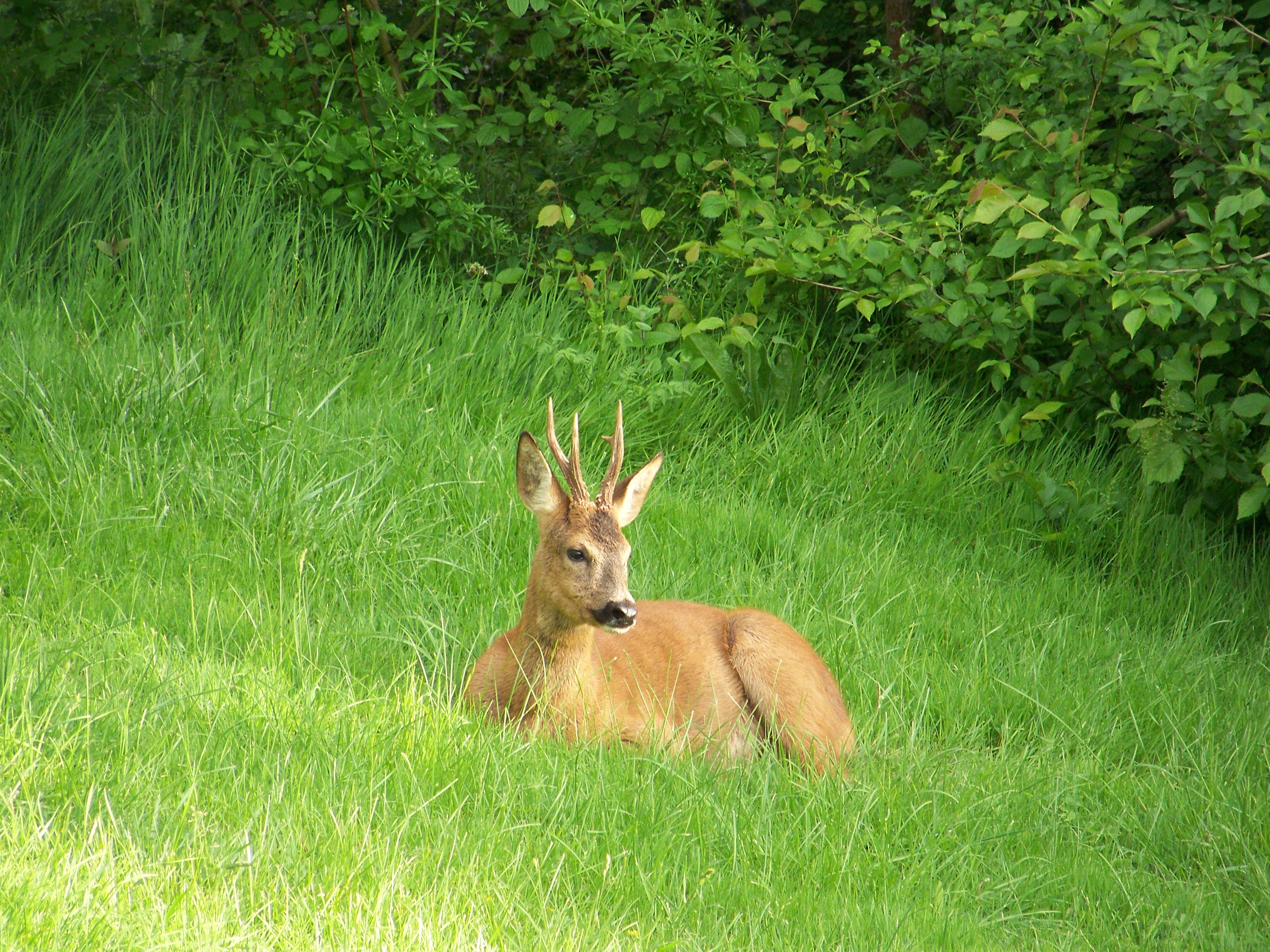
Chevreuil
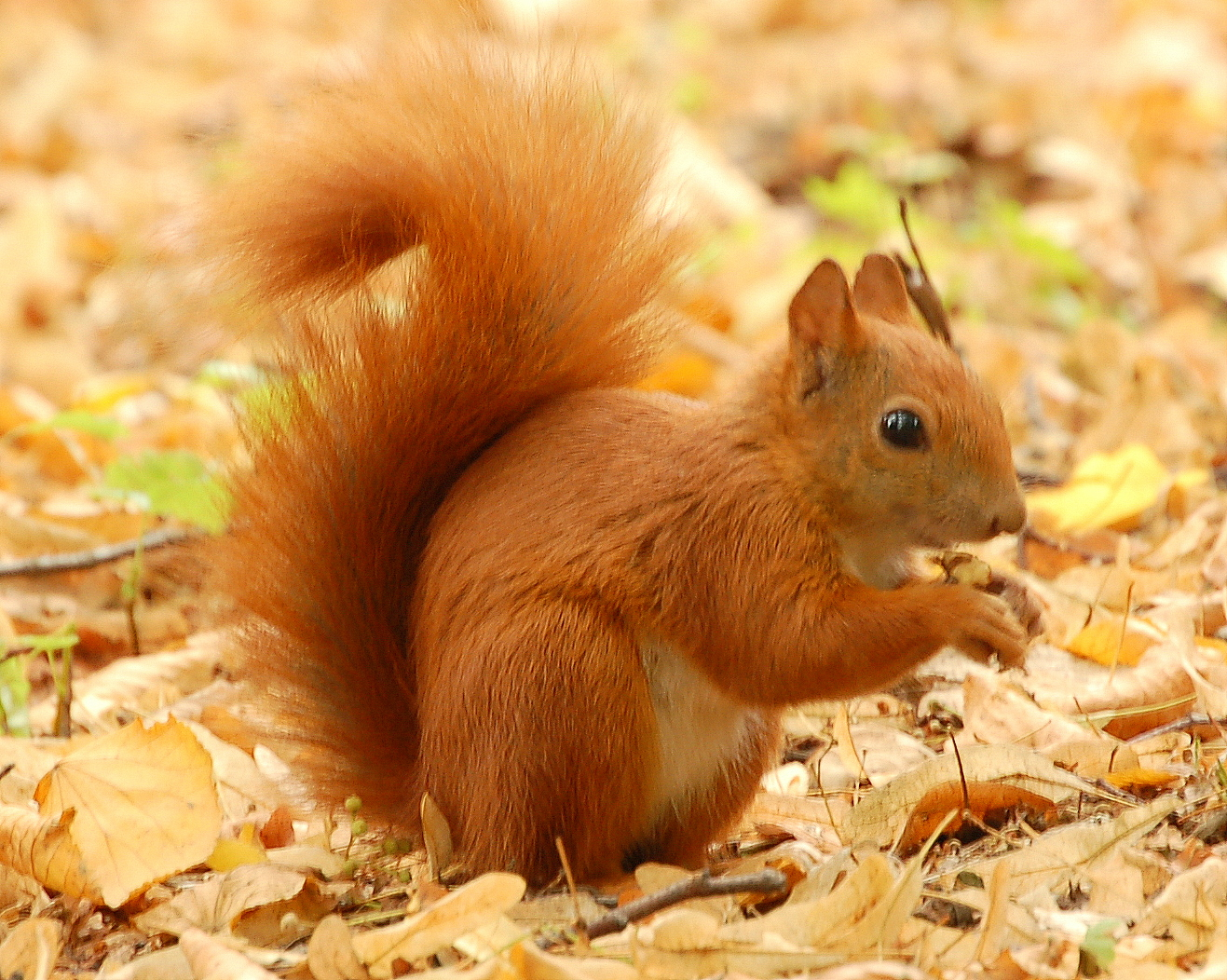
Écureuil roux
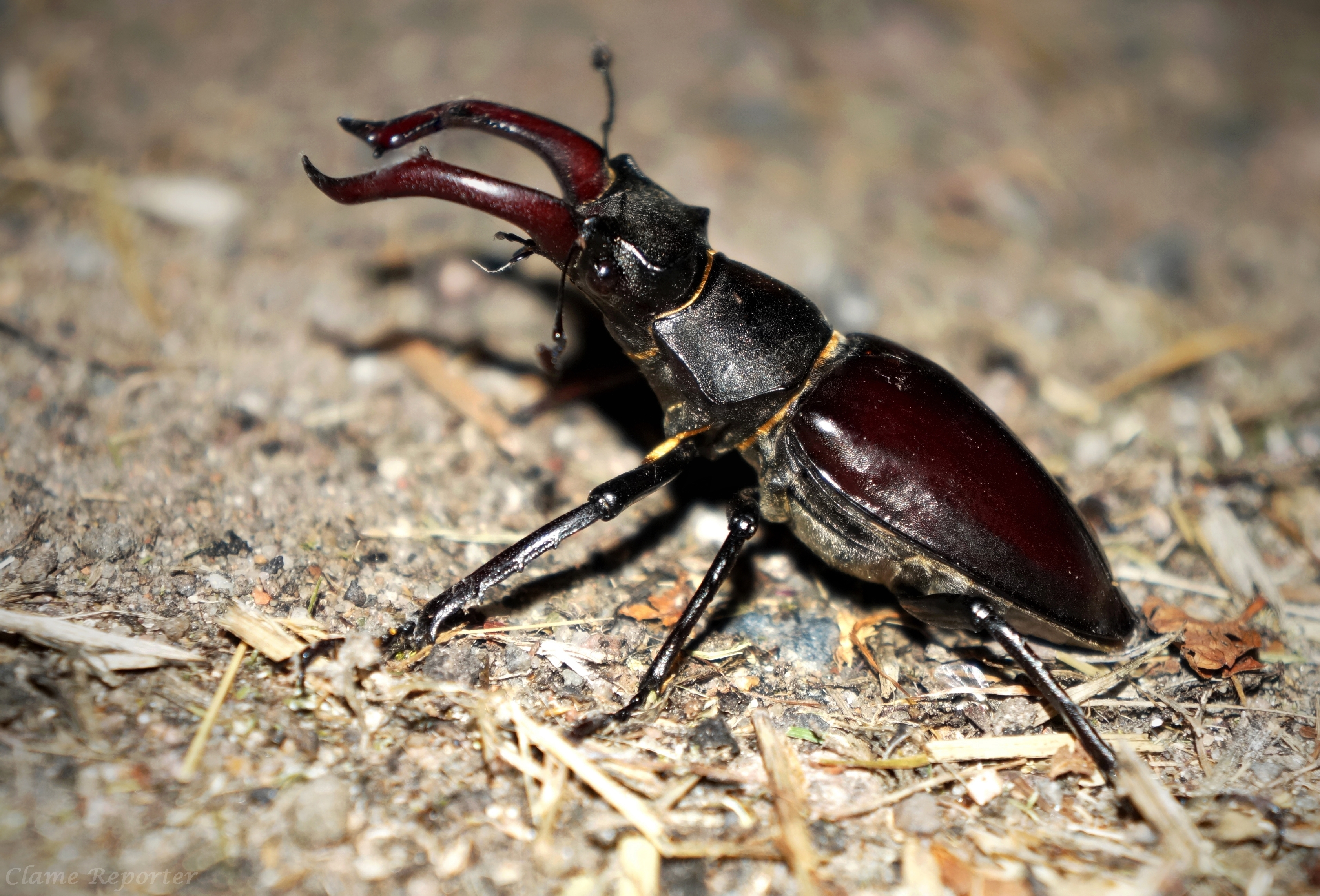
Lucane cerf-volant mâle
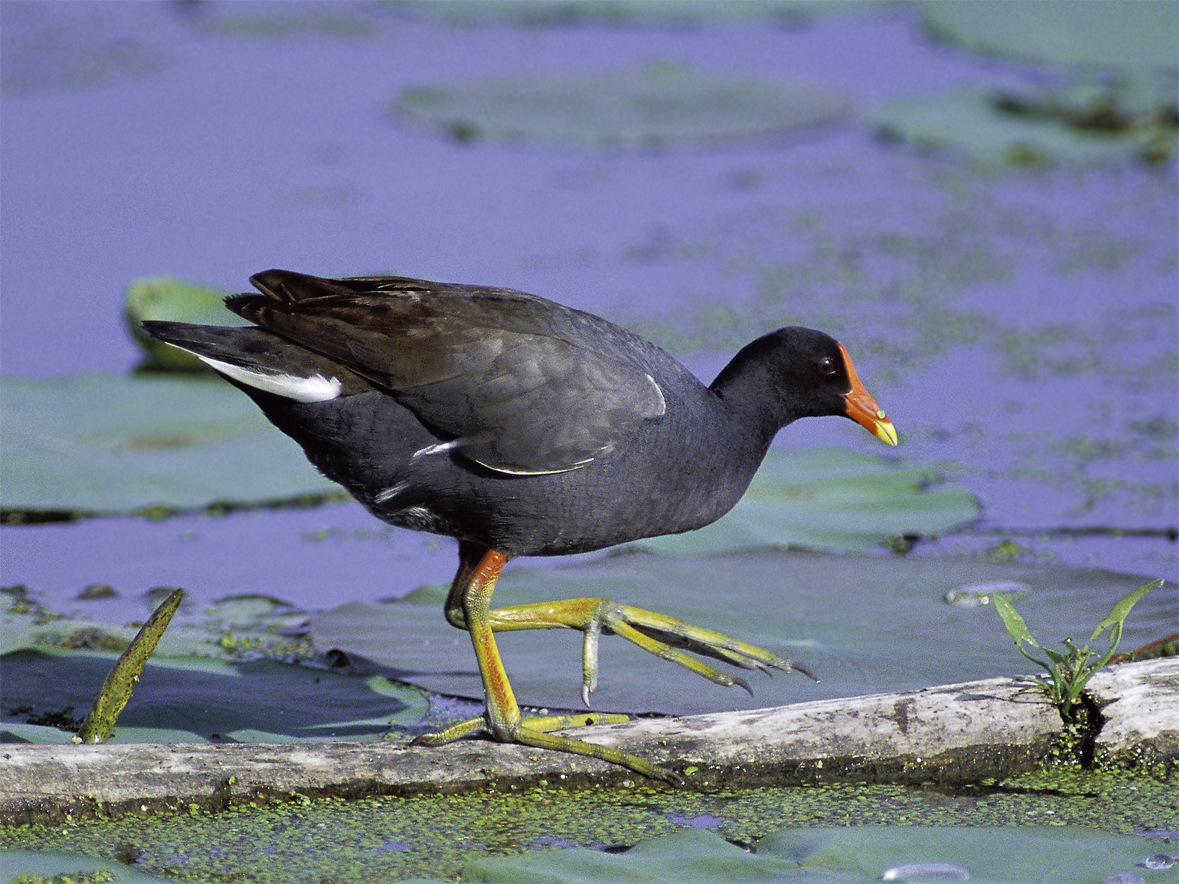
Poule d'eau

### Faune en danger
Parmi les espèces disparues ou fortement en déclin depuis l’Antiquité (liste non exhaustive) :

#### Mammifères
- Loup gris (déclaré disparu de la région, mais sa présence est suspectée[Note 2],[10]),
- Murin de Bechstein (inaperçu depuis 1974),
- Grand murin (inaperçu depuis 1975),
- Phoque gris (déclaré disparu de la région depuis 1975),
- Campagnol agreste (inaperçu depuis 1978),
- Campagnol des champs (inaperçu depuis 1978),
- Campagnol roussâtre (inaperçu depuis 1978),
- Mulot sylvestre (inaperçu depuis 1978),
- Lapin de garenne (menacé d’extinction),
- Sanglier d’Eurasie (en danger),
- Loutre d’Europe (de nouveau aperçue en 2020[11]).

#### Poissons
- Flet d’Europe (déclaré disparu de la région depuis 1892),
- Lamproie Bonaparte (déclarée disparue de la région depuis 1892),
- Esturgeon d’Europe (déclaré disparu de la Loire depuis 1900, en danger critique d’extinction[12]),
- Mulet de Jarocki (inaperçu depuis 1968),
- Anguille d’Europe (déclarée disparue de la Loire depuis 1987, en risque d’extinction[13]),
- Truite d’Europe (inaperçue depuis 1987),
- Grande alose (inaperçue depuis 1991),
- Saumon de l’Atlantique (déclaré disparu de la Loire depuis 1991[14]).

#### Oiseaux
- Torcol fourmilier (déclaré disparu de la région depuis 1965),
- Pie-grièche écorcheur (inaperçue depuis 1966),
- Pouillot siffleur (inaperçu depuis 1977),
- Pluvier doré (inaperçu depuis 1992),
- Fuligule milouin (menacé d’extinction),
- Bécassine des marais (menacée d’extinction),
- Grèbe jougris (menacé d’extinction),
- Barge à queue noire (en danger),
- Huîtrier pie (en danger),
- Guifette noire (en danger),
- Sarcelle d’été (en danger),
- Crabier chevelu (en danger).

#### Insectes
- Bousier commun (inaperçu depuis 1900),
- Argus bleu-nacré (déclaré disparu de la région depuis 1978),
- Aromie musquée (inaperçue depuis 1997).

### Autres espèces protégées
D'autres espèces locales sont sujettes à un programme particulier de protection.

#### Oiseaux
En Blésois comme ailleurs en Val de Loire, plusieurs îles ligériennes sont réservées à la reproduction d'espèces d'oiseaux de Loire, comme le martinet noir, la sterne naine et la sterne pierregarin. Ces espaces sont considérées en tant que réserves naturelles : leur accès est donc strictement réglementé.

Sans avoir de réserve dédiée, le cygne reste protégé à l'échelle nationale, de même que le martin pêcheur, la bergeronnette grise ainsi que toutes les différentes espèces d'hirondelles,.

Principales espèces d'oiseaux protégées
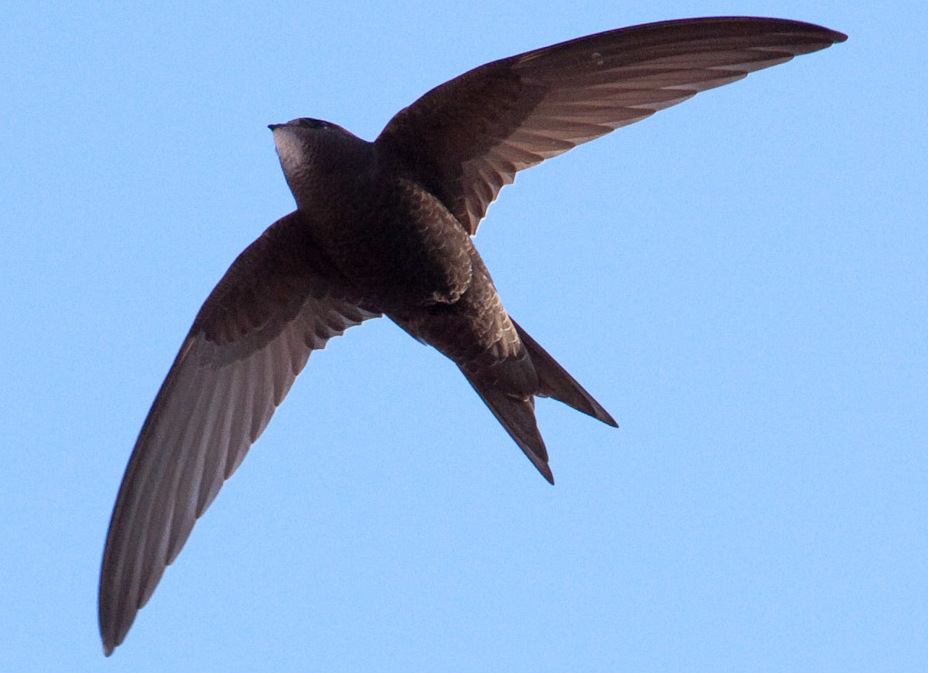
Martinet noir
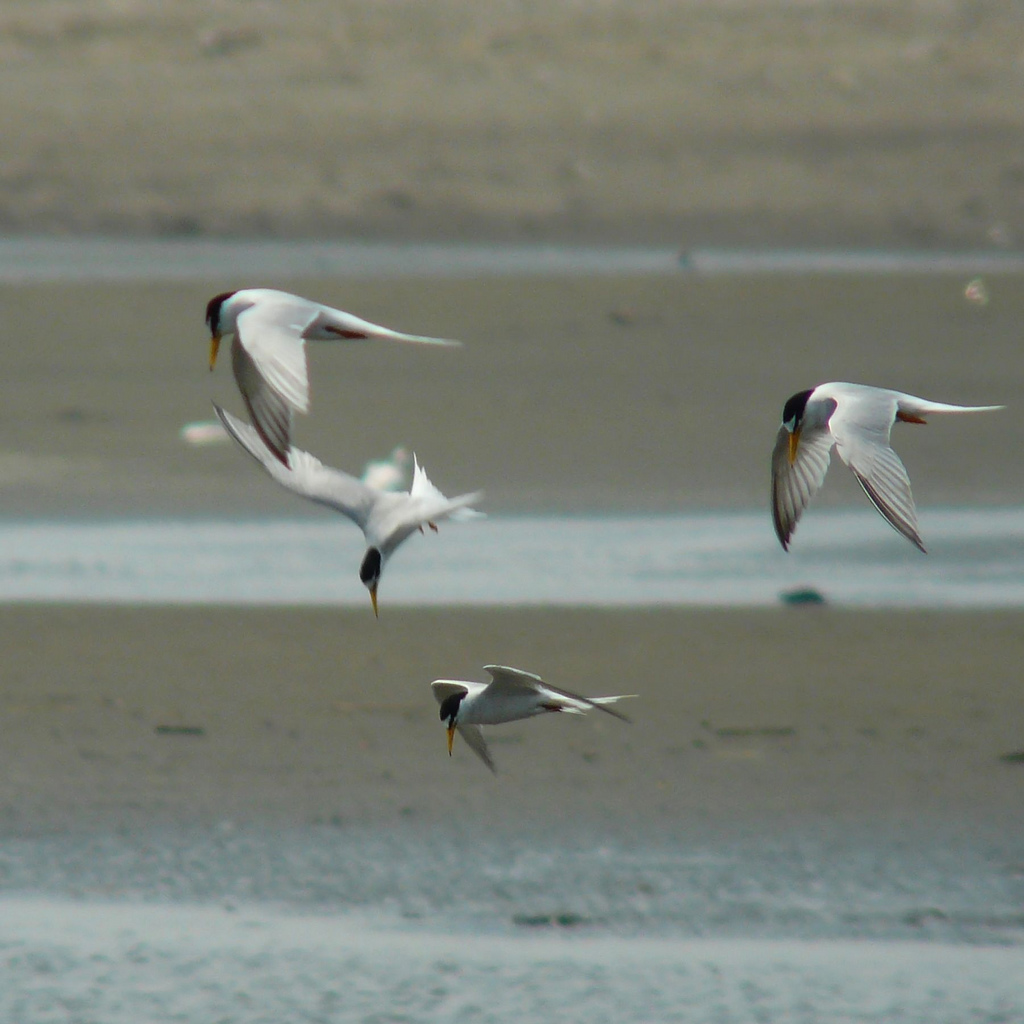
Groupe de sternes naines
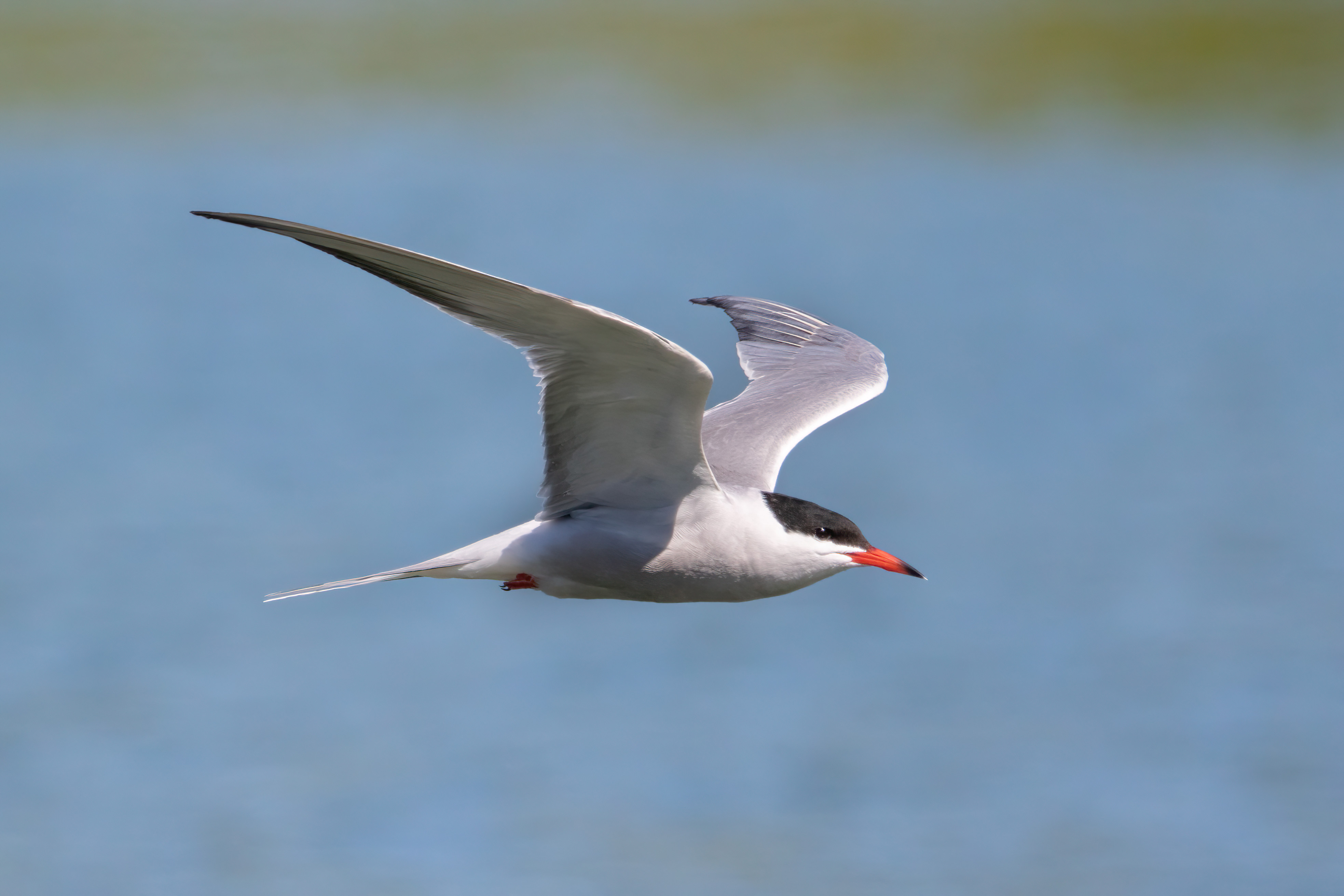
Sterne pierregarin
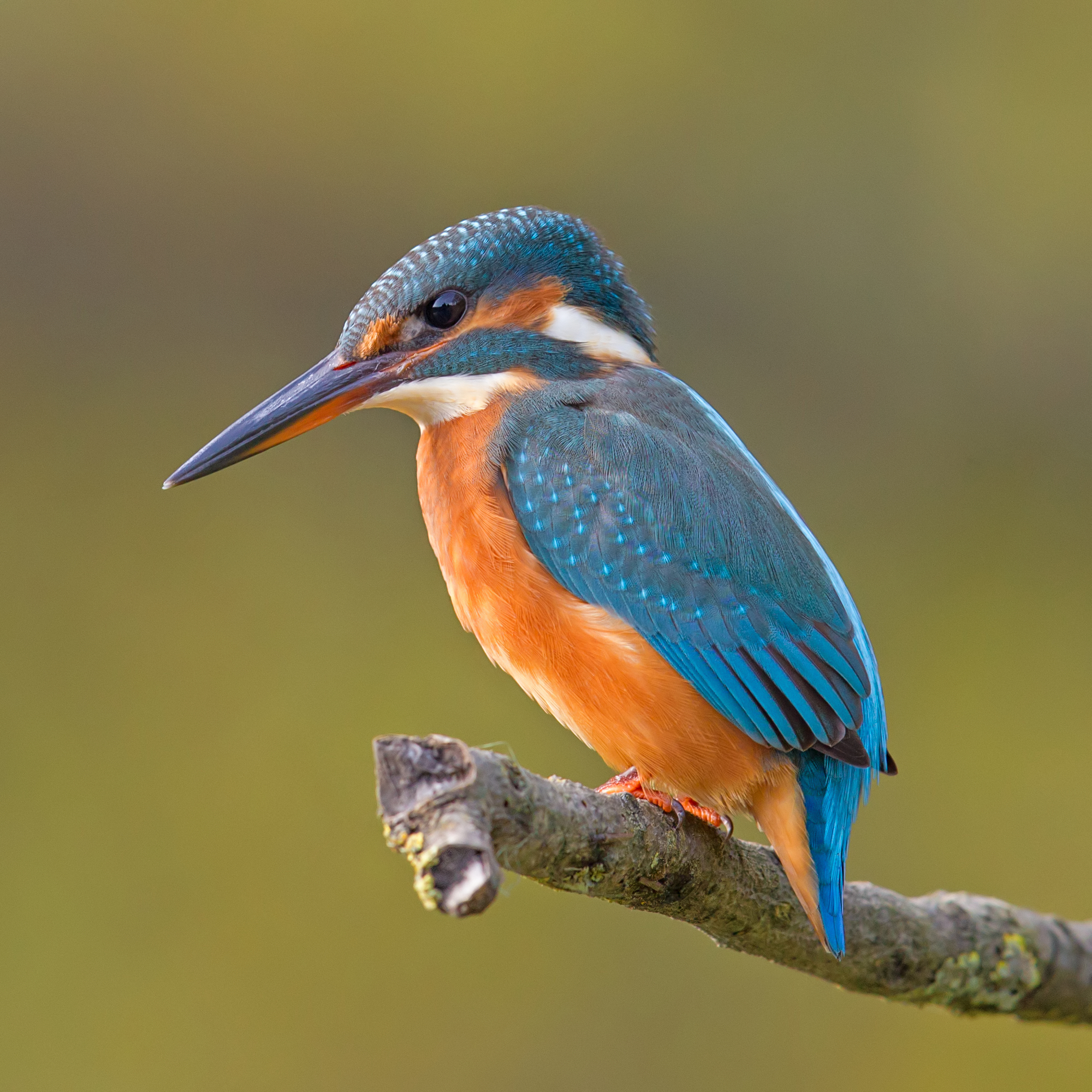
Martin pêcheur d'Europe
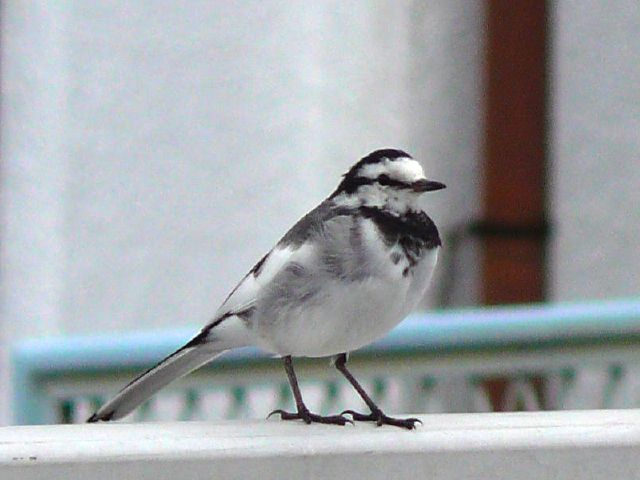
Bergeronnette grise
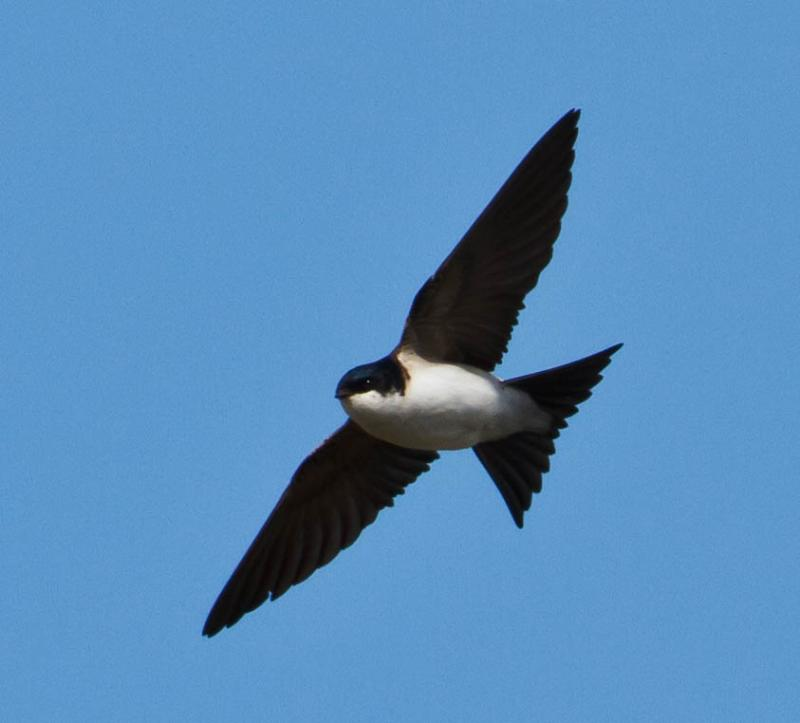
Hirondelle de fenêtre

#### Mammifères aquatiques
La région a également bénéficié du programme de réintroduction du castor européen, avec notamment 13 individus originaires du Rhône relâchés entre 1974 et 1976 aux abords de Blois. À l'image des oiseaux migrateurs, une île ligérienne est vouée à la protection du castor à Blois (au niveau du pont Charles-de-Gaulle). Bien que concurrent à l'invasif ragondin, l'opération semble avoir été un succès à échelle nationale, avec près de 20 000 individus estimés en France en 2023,.

Principales espèces aquatiques protégées
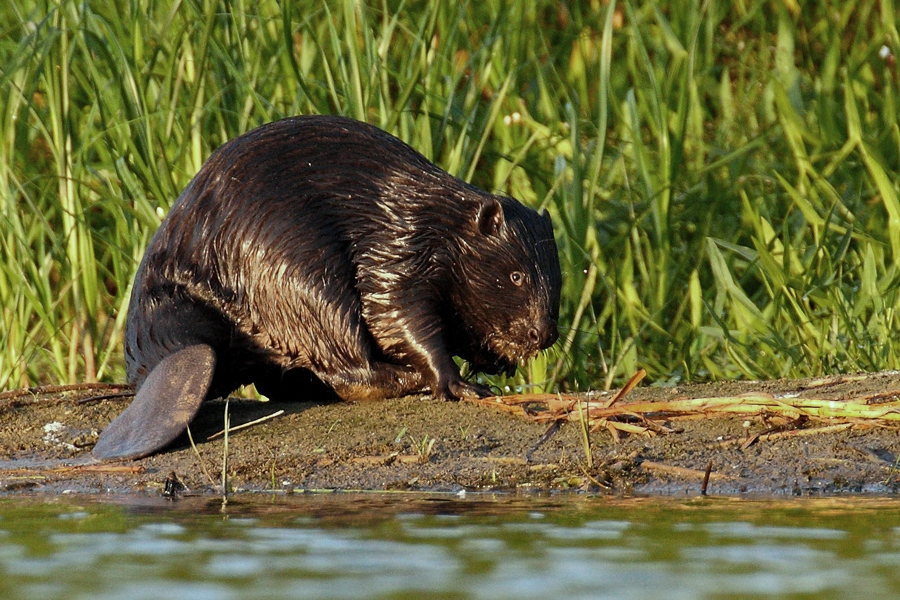
Castor d'Europe
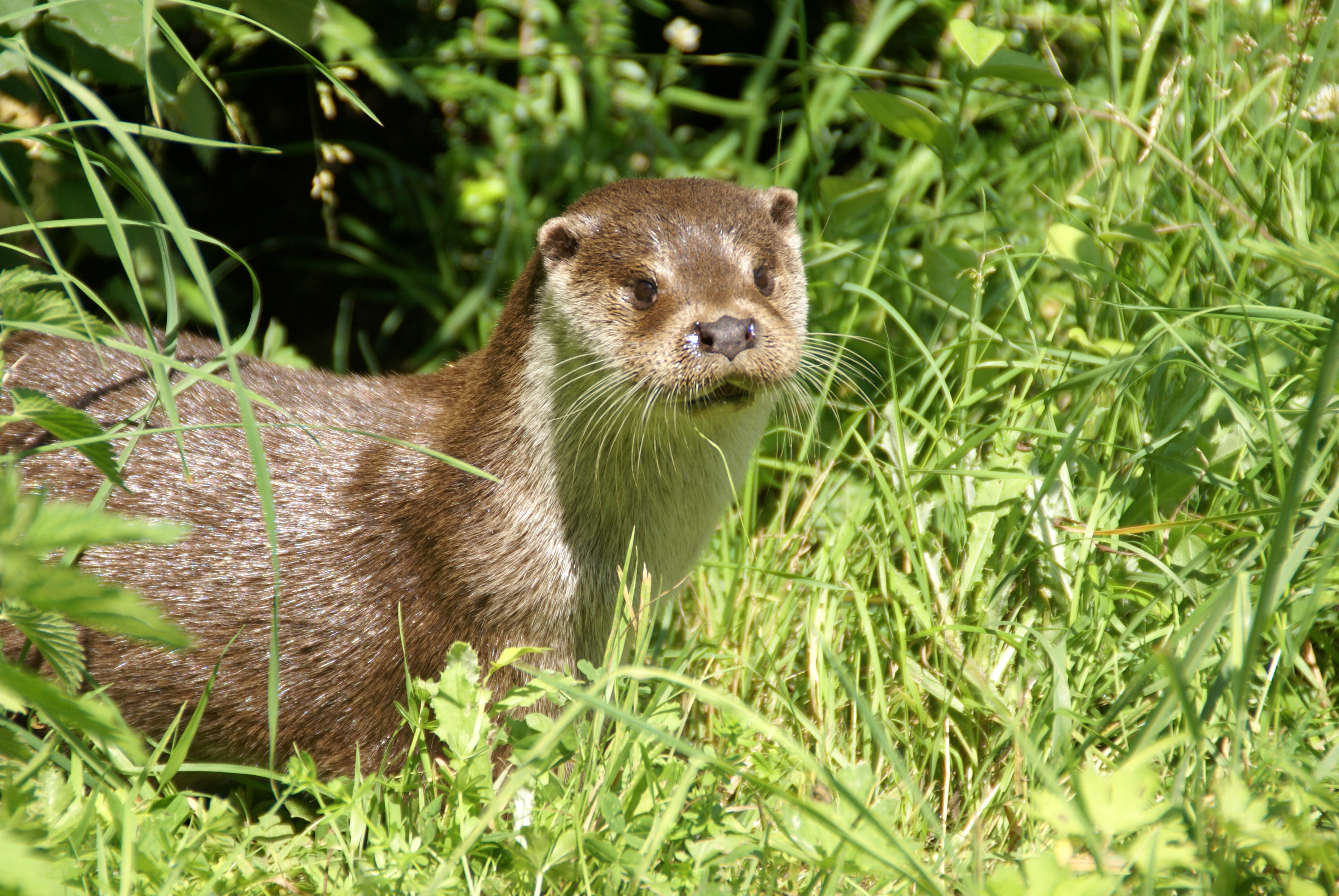
Loutre d'Europe

#### Poissons, crustacés et autres animaux aquatiques
En Blésois et plus largement en Loir-et-Cher, la pêche de plusieurs poissons ou crustacés est strictement interdite, dont la pêche des écrevisses à pattes blanches, du saumon, de la truite de mer et de l'anguille argentée.

Principales espèces aquatiques protégées
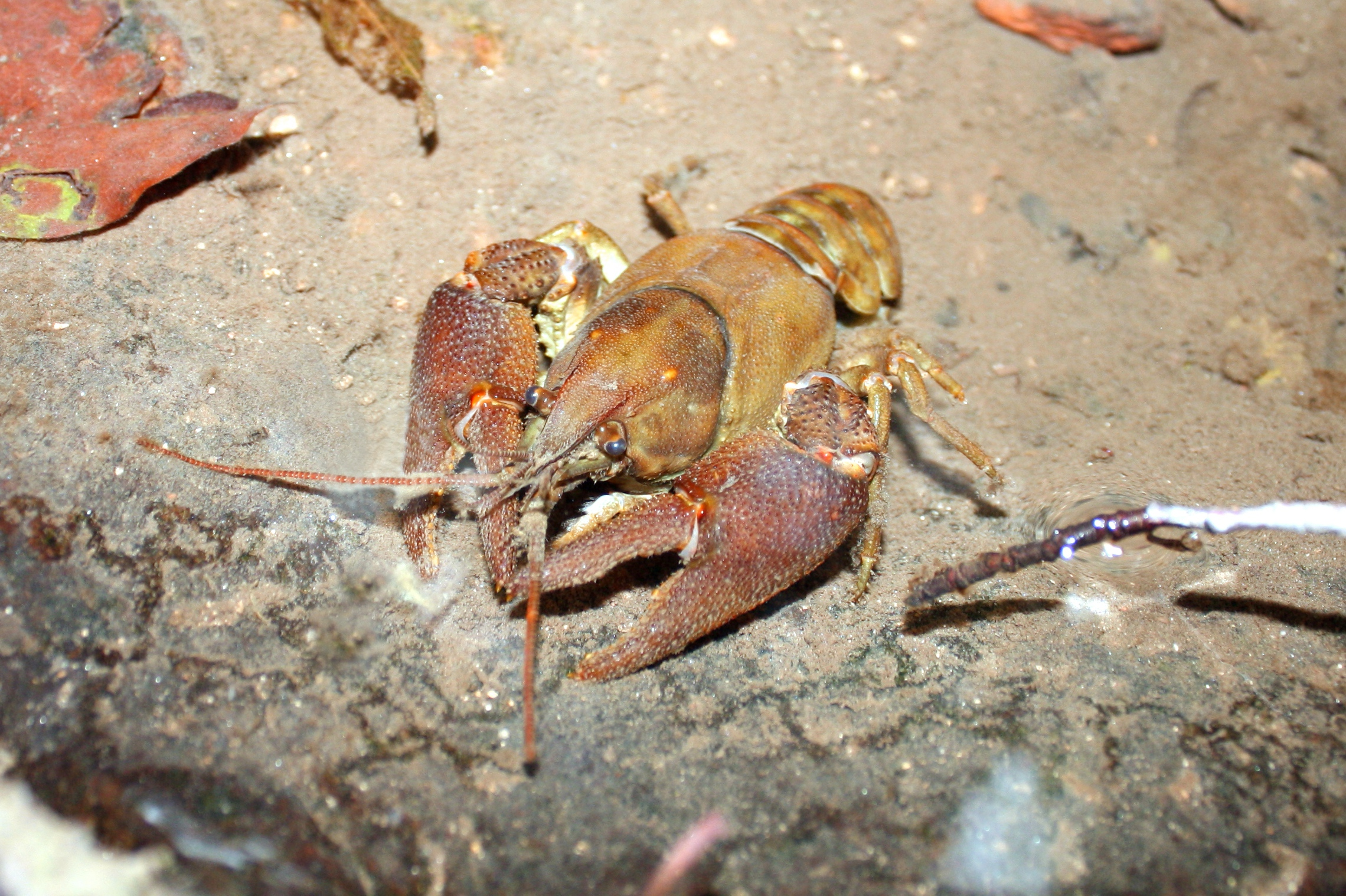
Écrevisse à pattes blanches
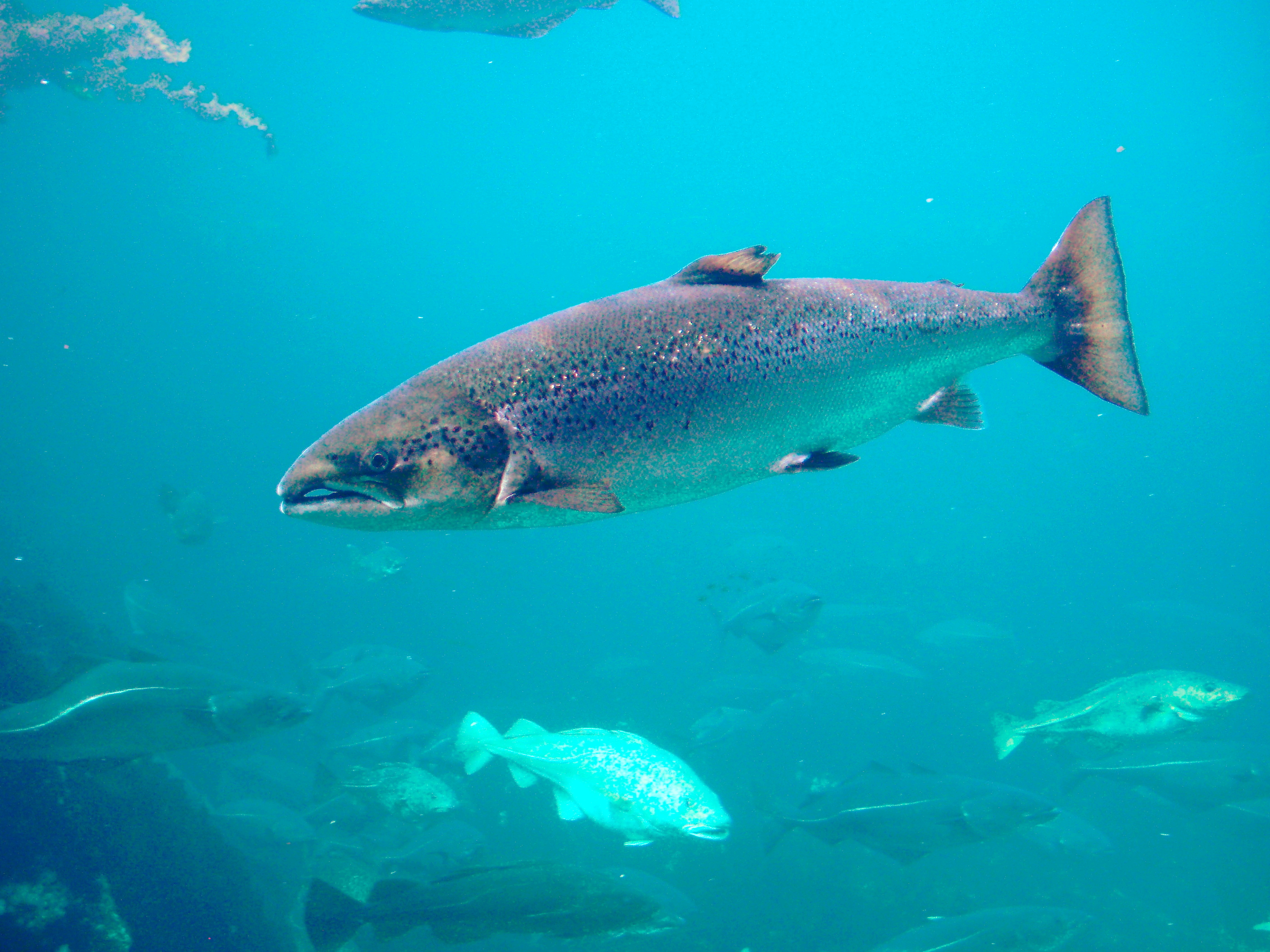
Saumon atlantique
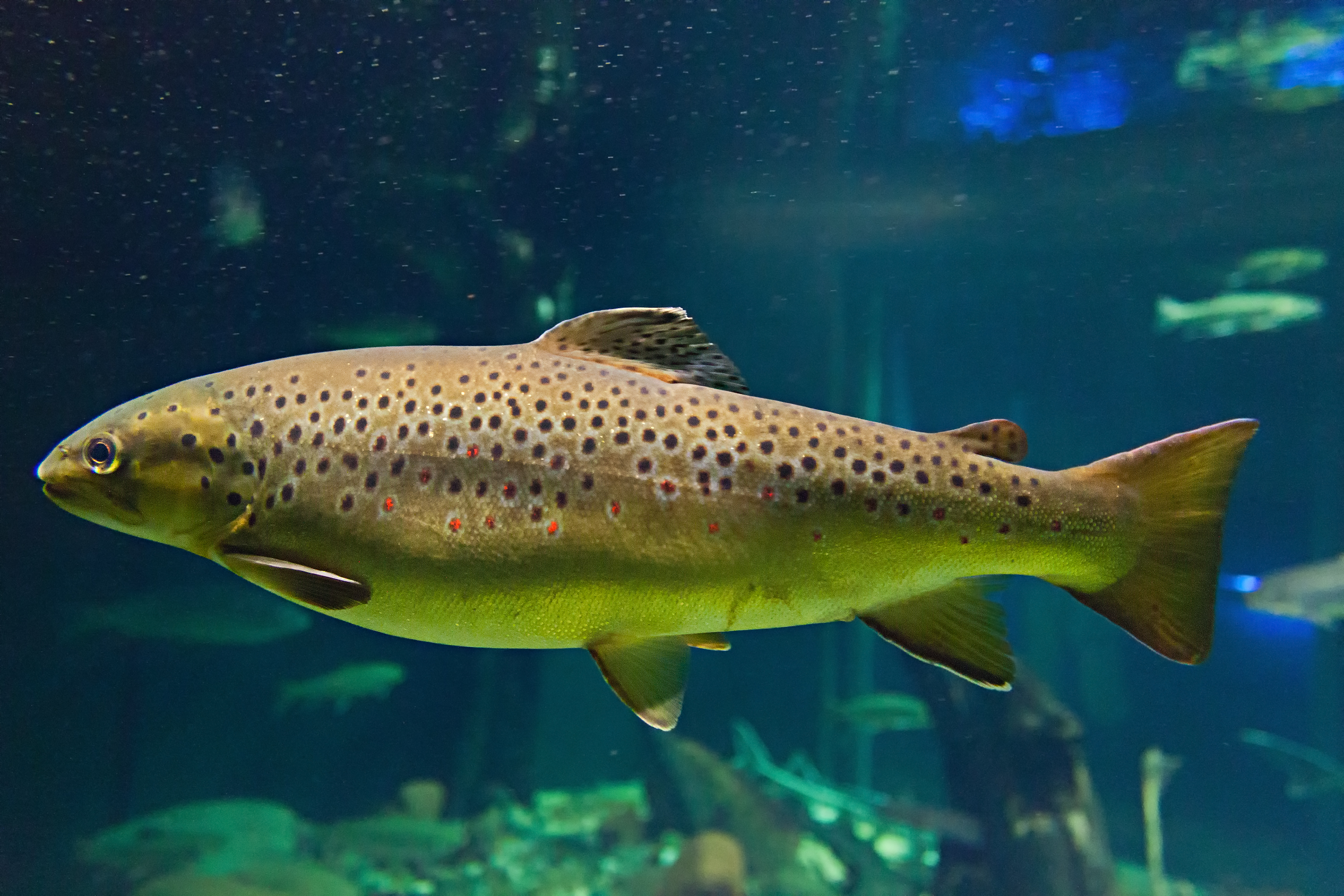
Truite de mer
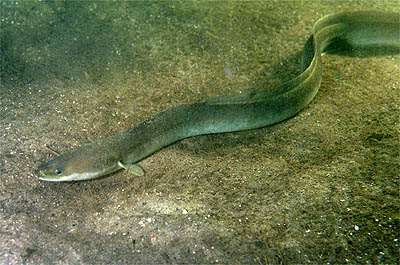
Anguille argentée

#### Flore

Quelques plantes protégées
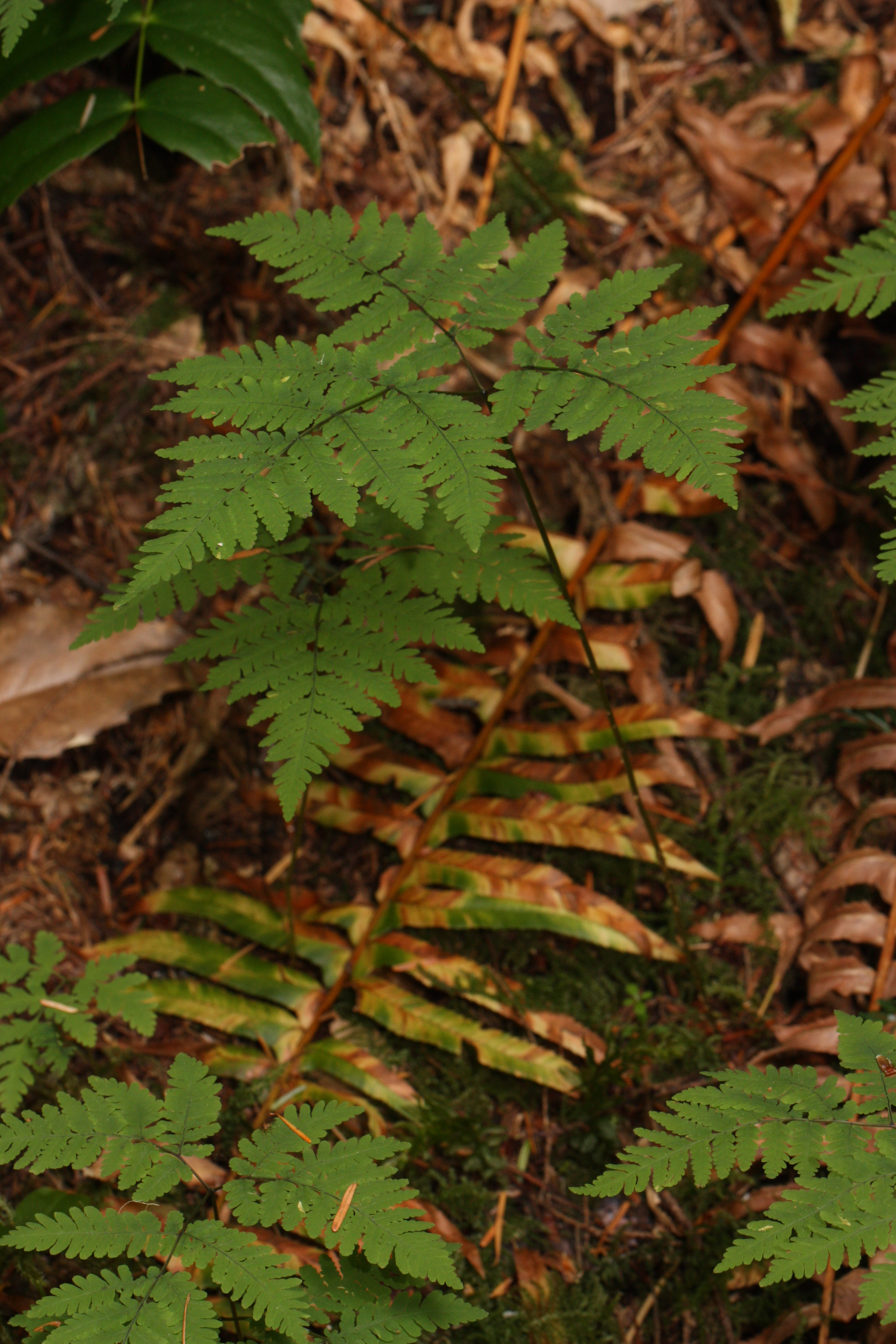
Fougère du Chêne (gymnocarpium dryopteris) [Note 6]
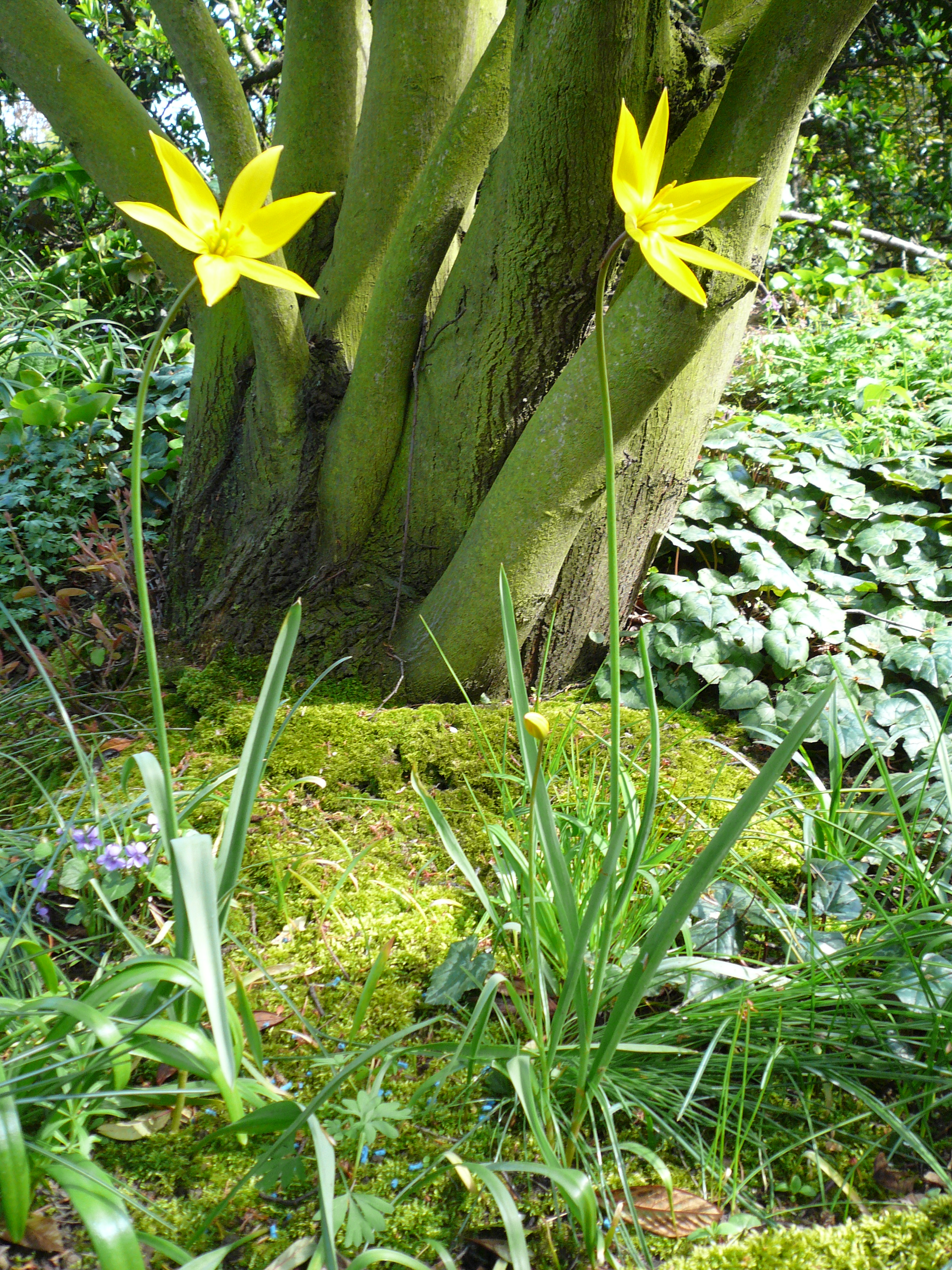
Tulipe sauvage (tulipa sylvestris)
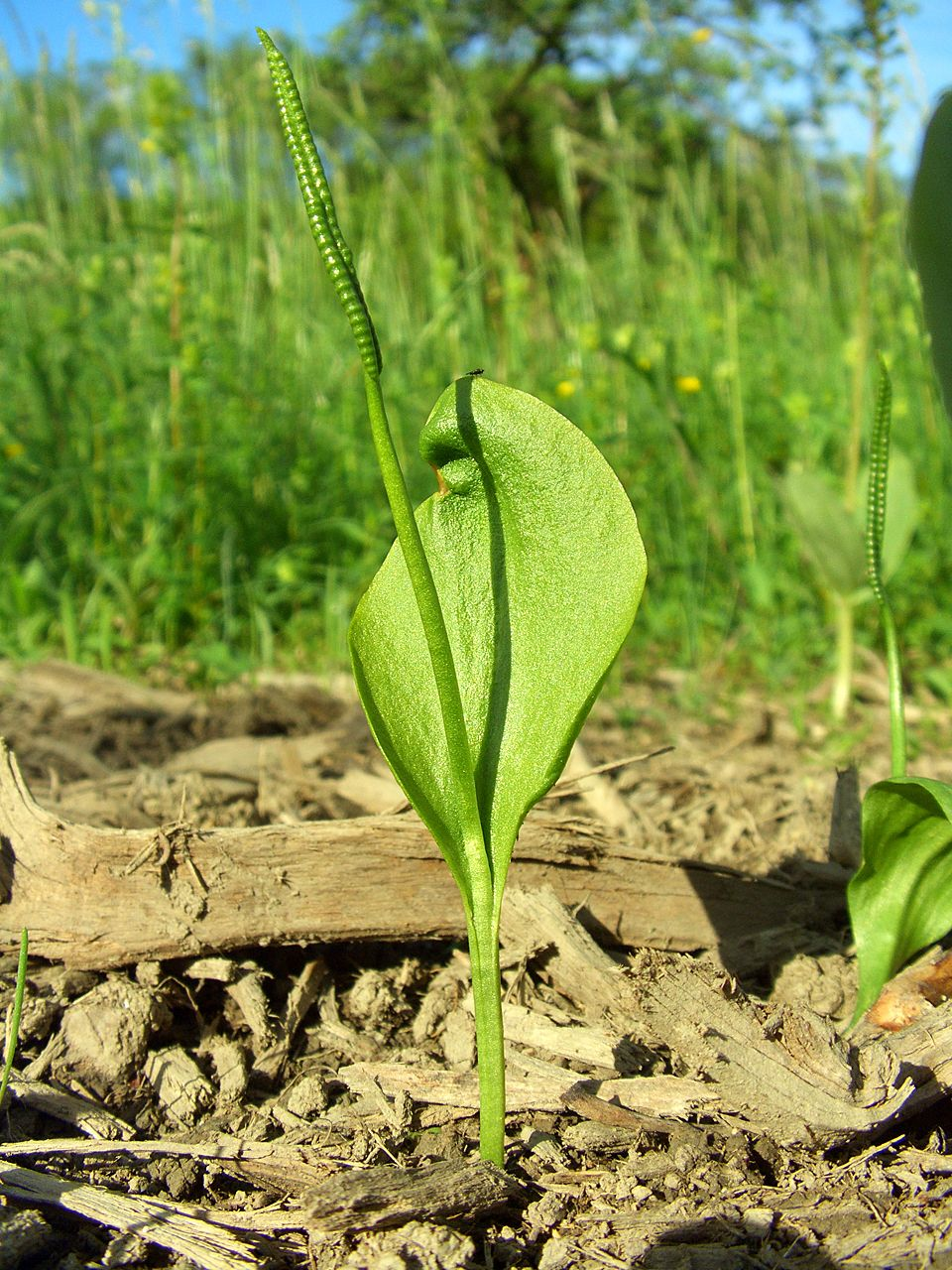
Ophioglosse commun (ophioglossum vulgatum)
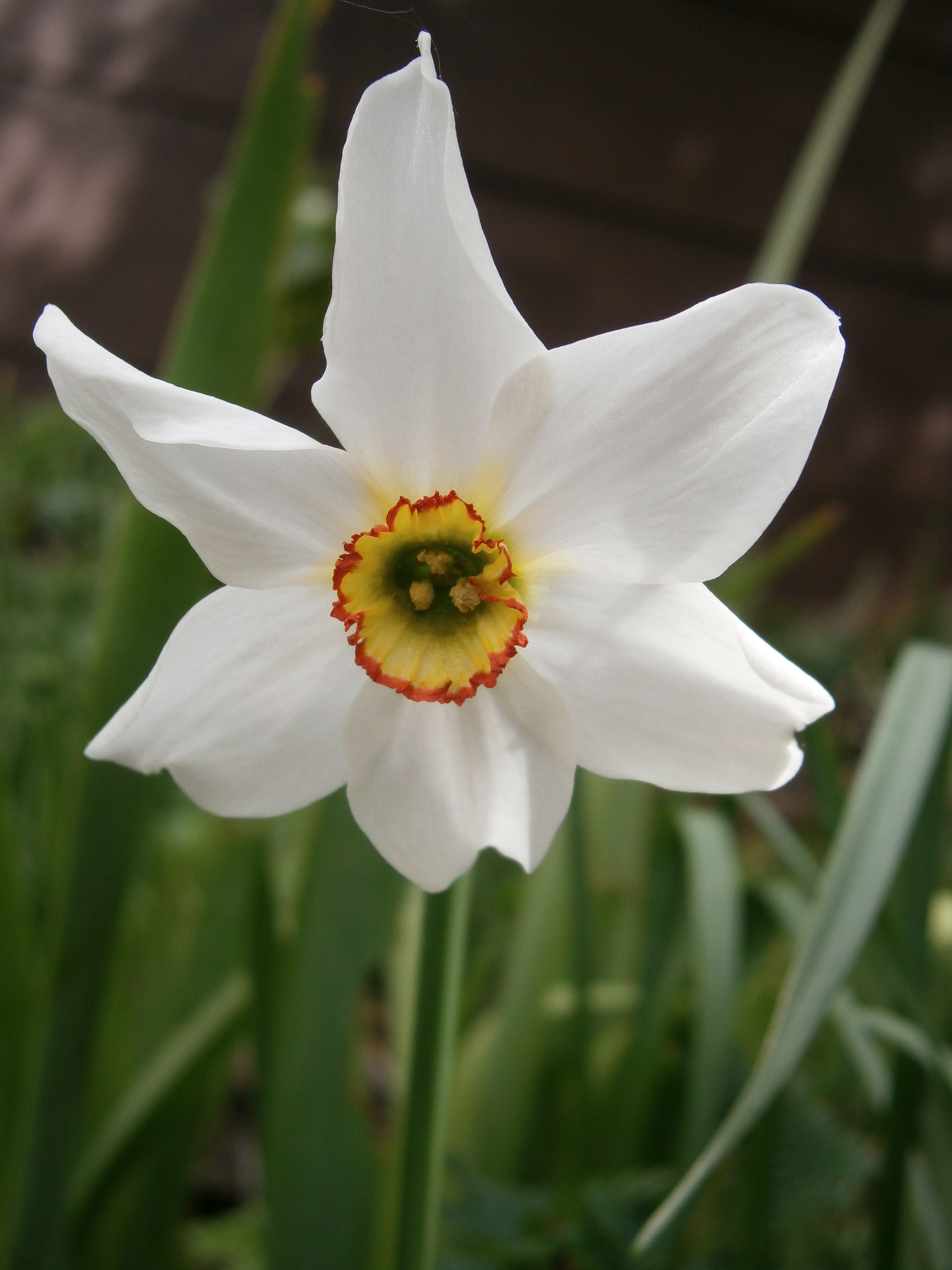
Narcisse des poètes (narcissus poeticus)
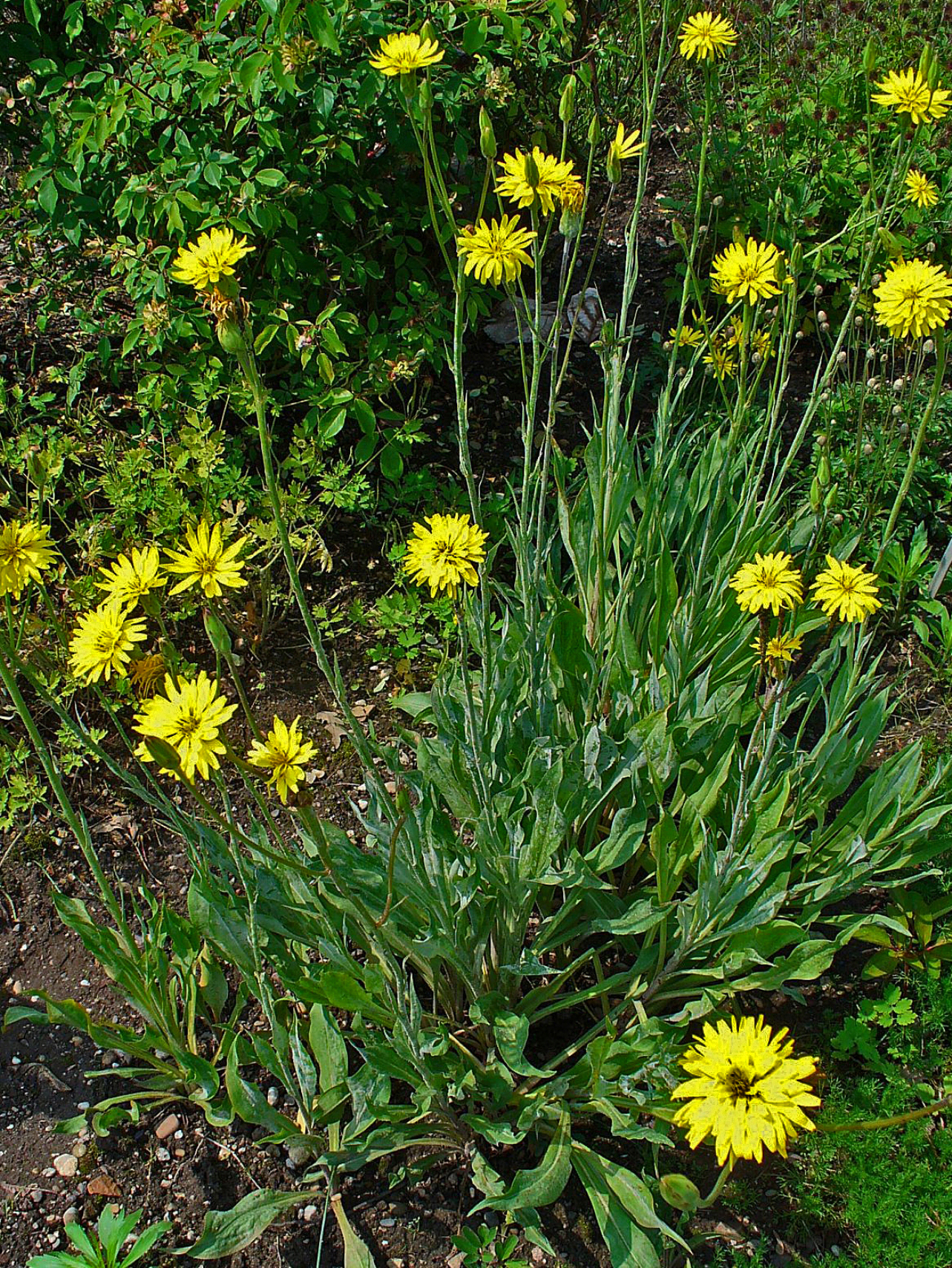
Salsifis noir (scorzonera hispanica)
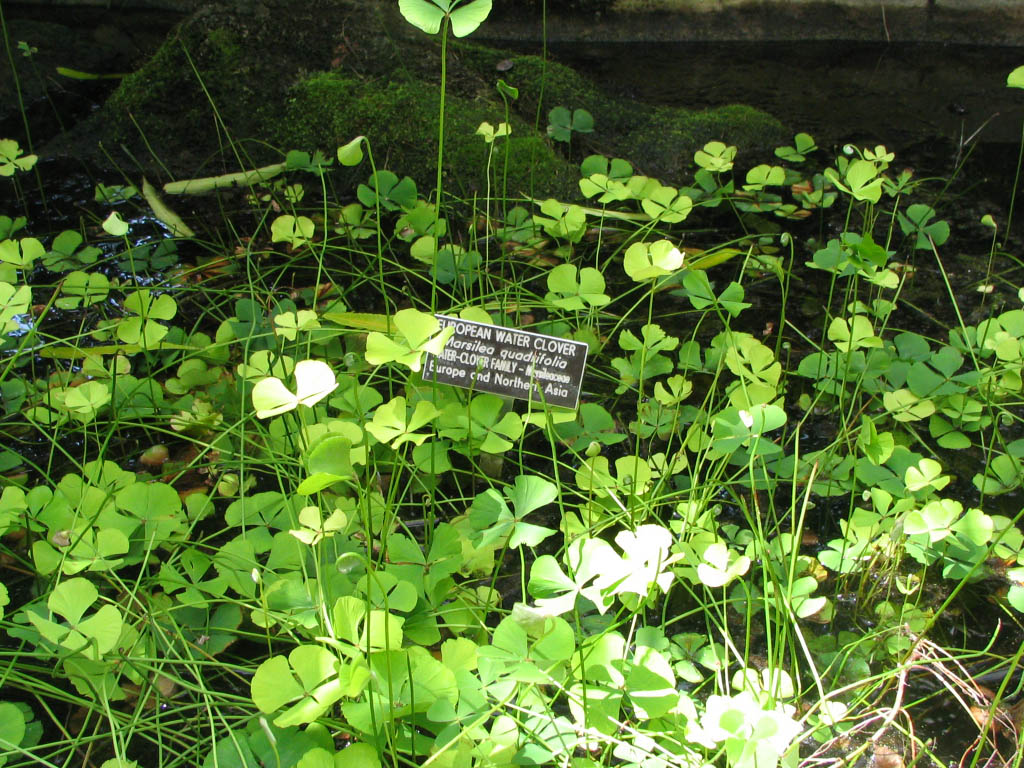
Fougère d'eau à quatre feuilles (marsilea quadrifolia)

### Espèces exotiques envahissantes
Les espèces suivantes ont été introduites (volontairement ou non) dans le Blésois, et représentent un certain danger pour la biodiversité locale,,, :

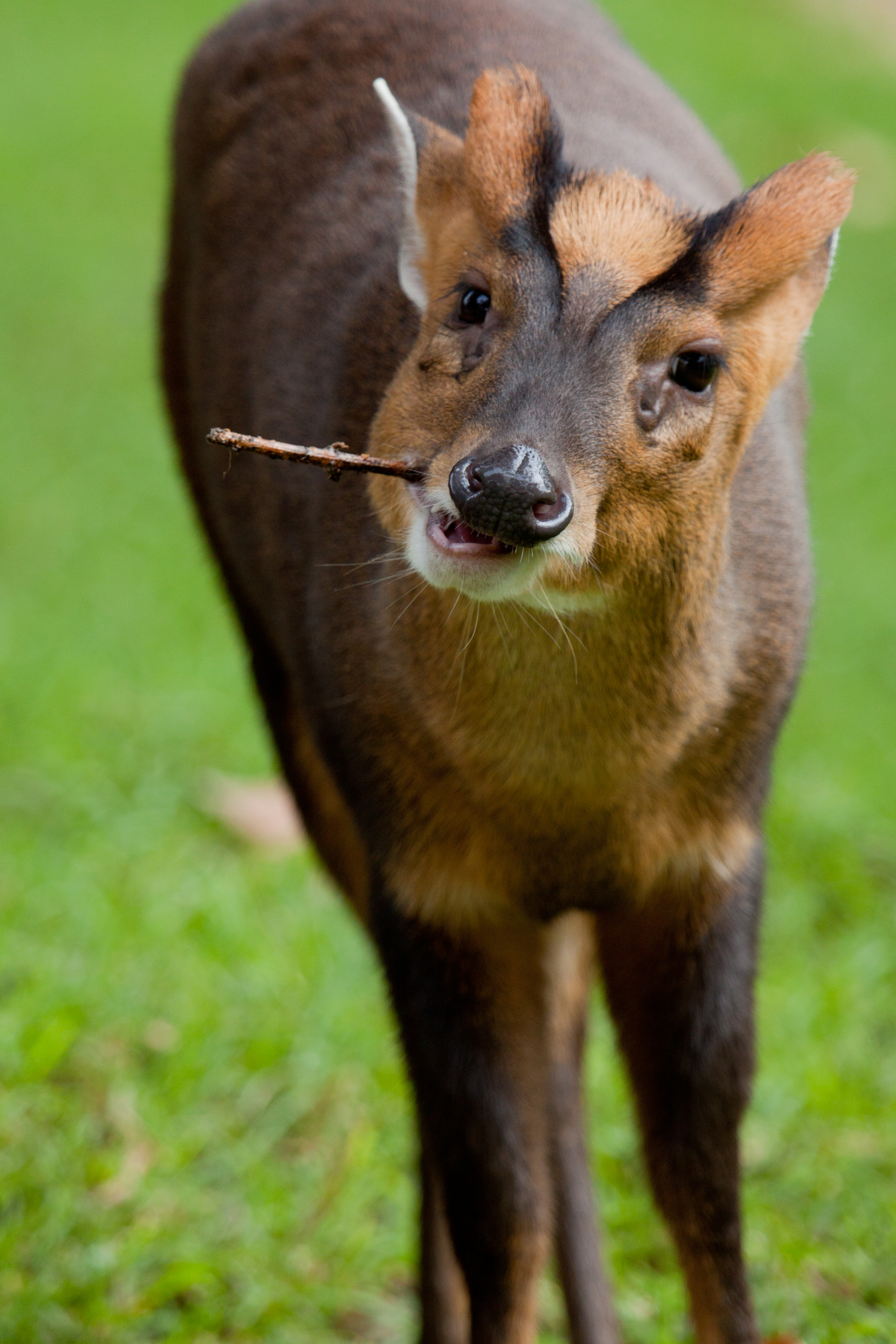
Muntjac de Reeves
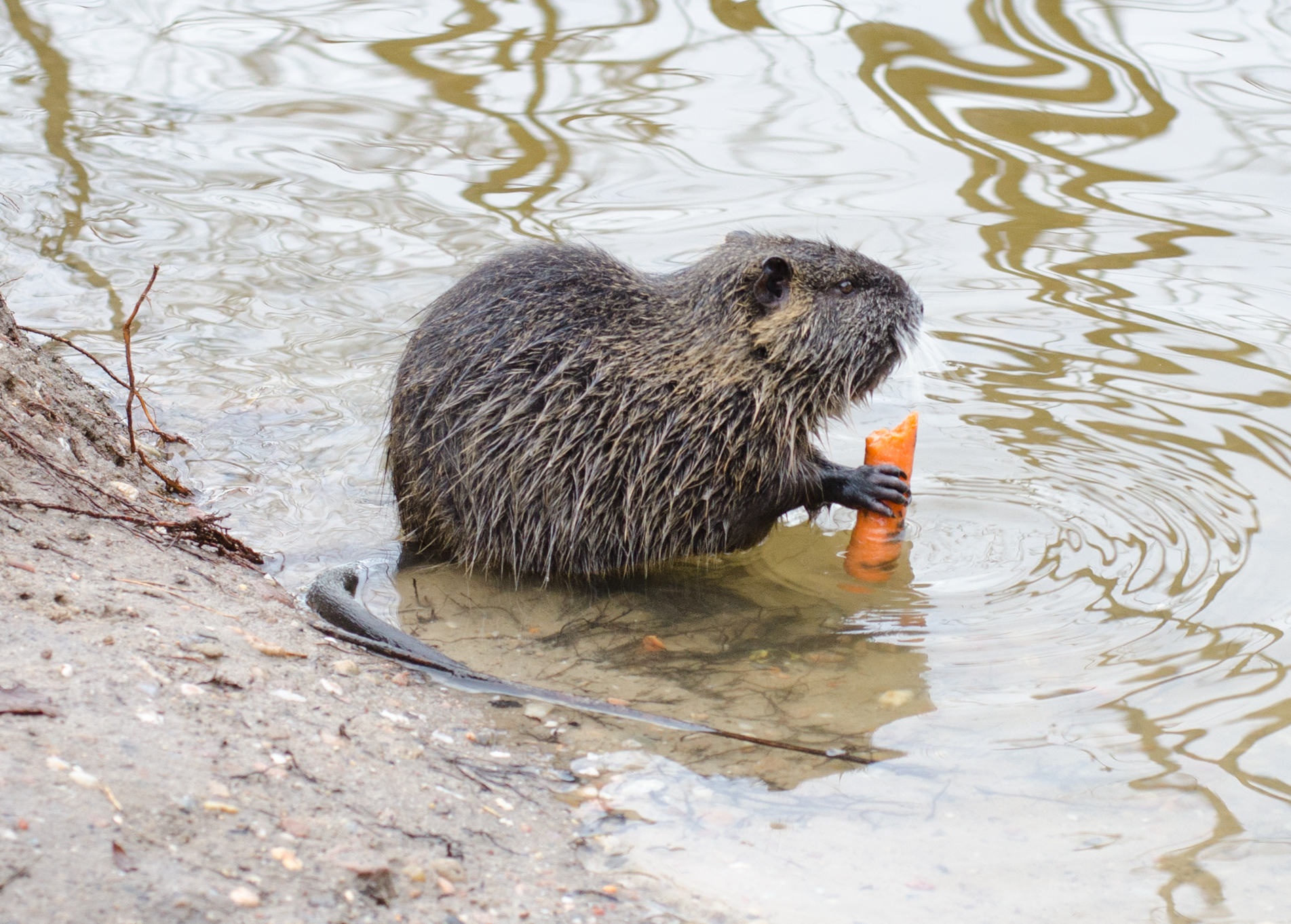
Ragondin [Note 8]
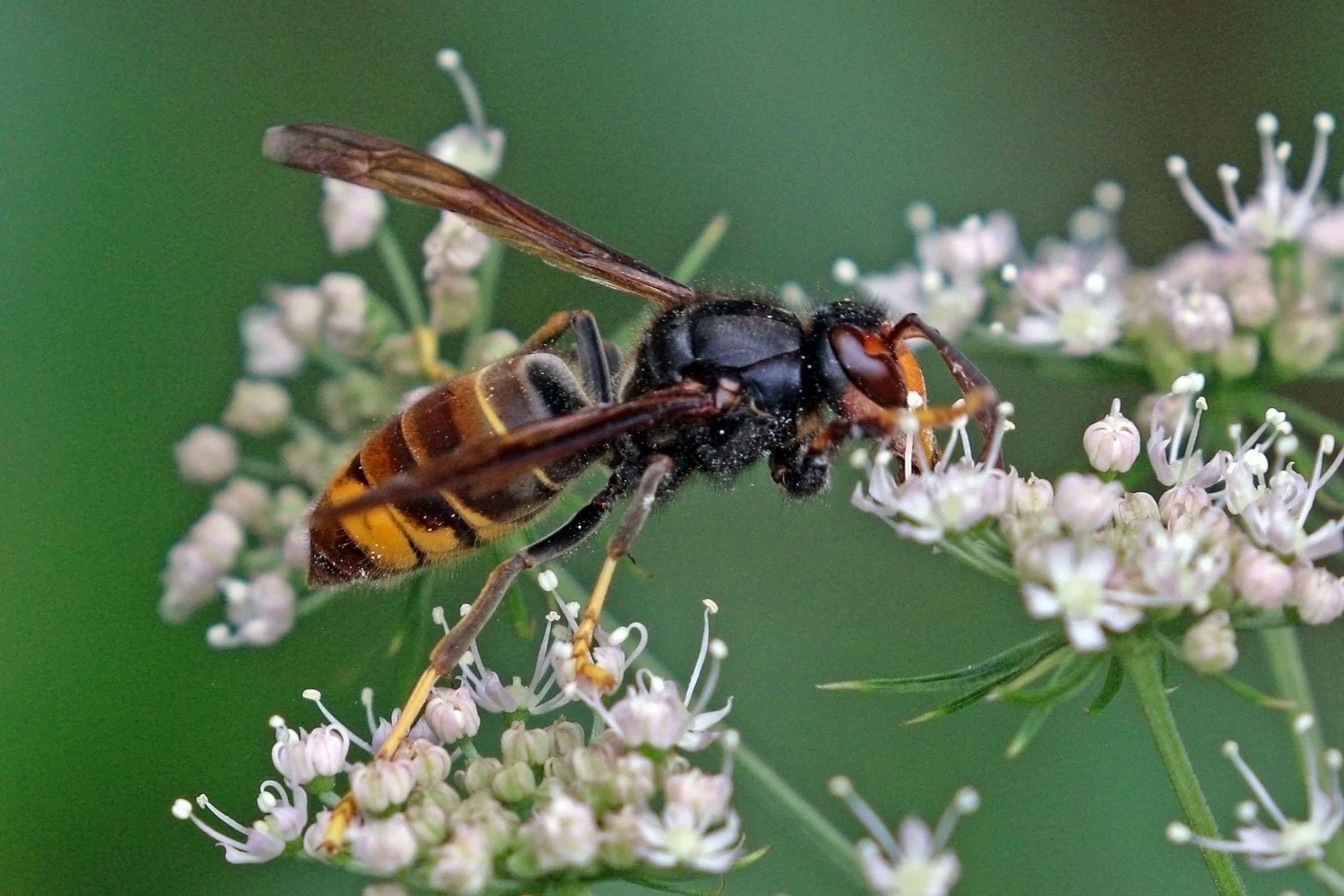
Frelon asiatique [Note 9]
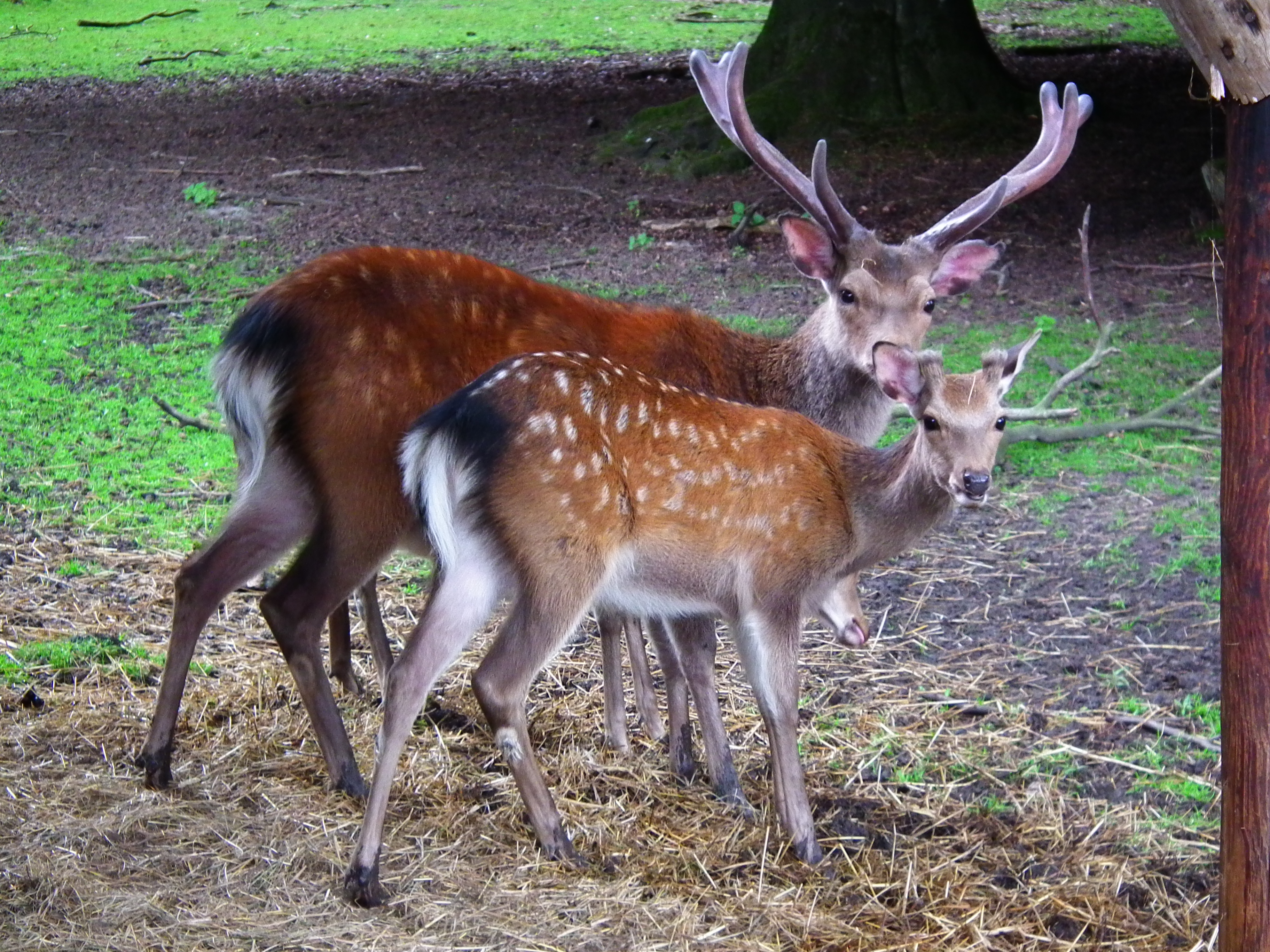
Cerf sika

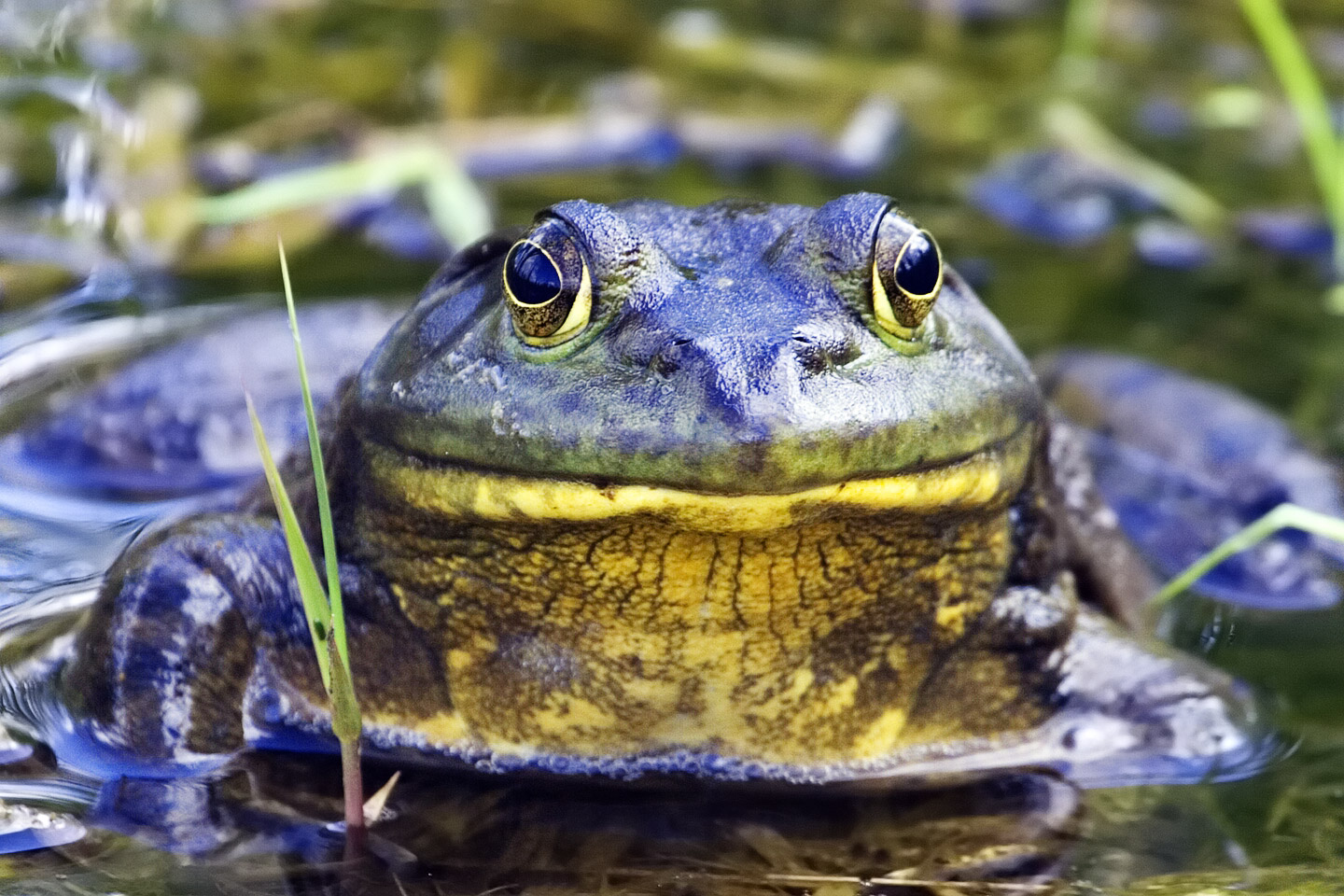
Grenouille taureau
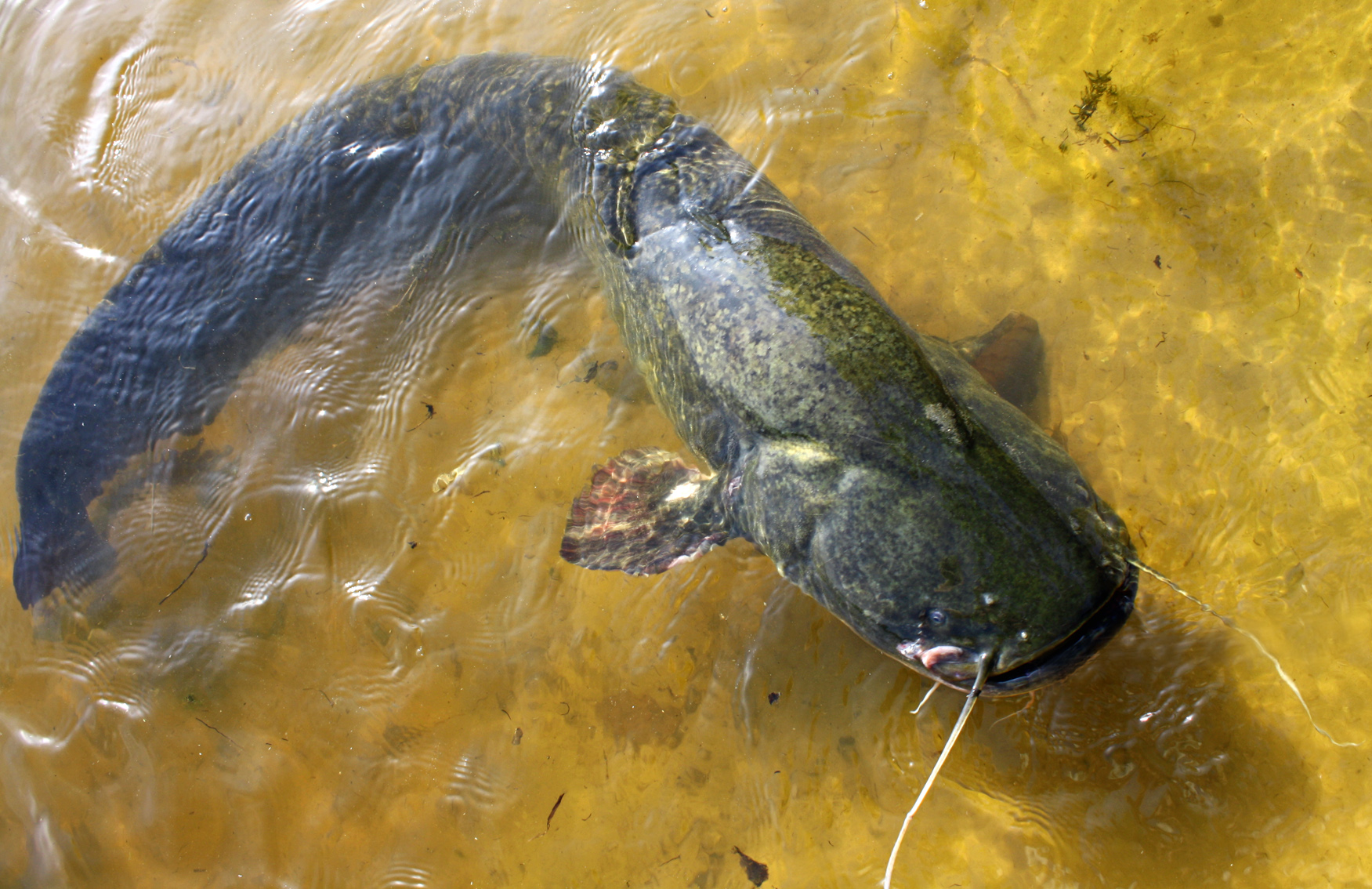
Silure glane
[Note 10]
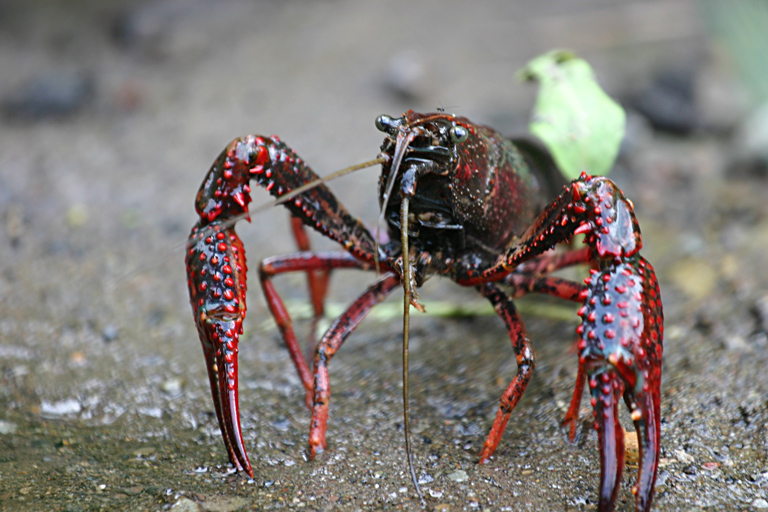
Écrevisse de Louisiane
[Note 11]

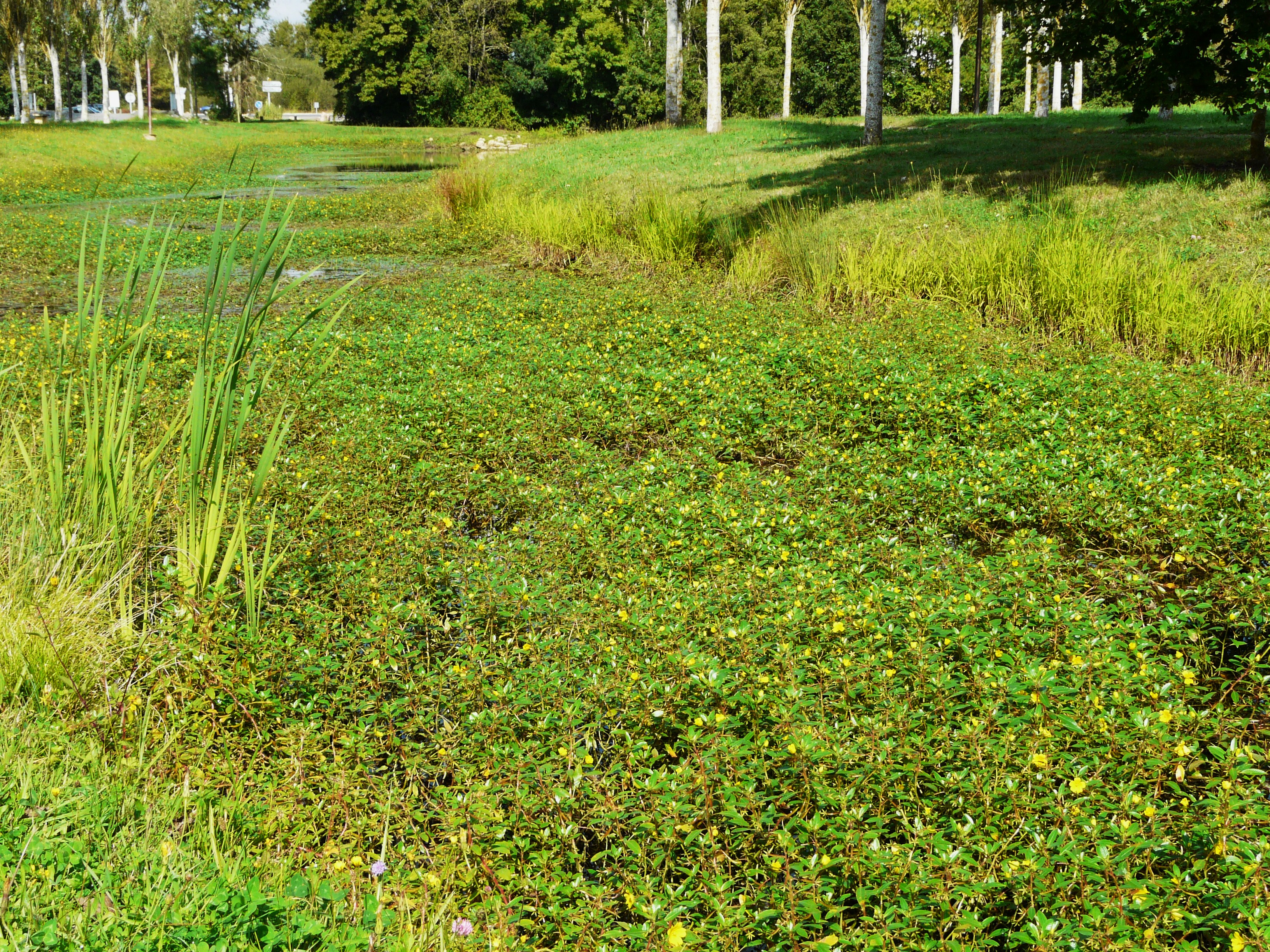
Jussie rampante
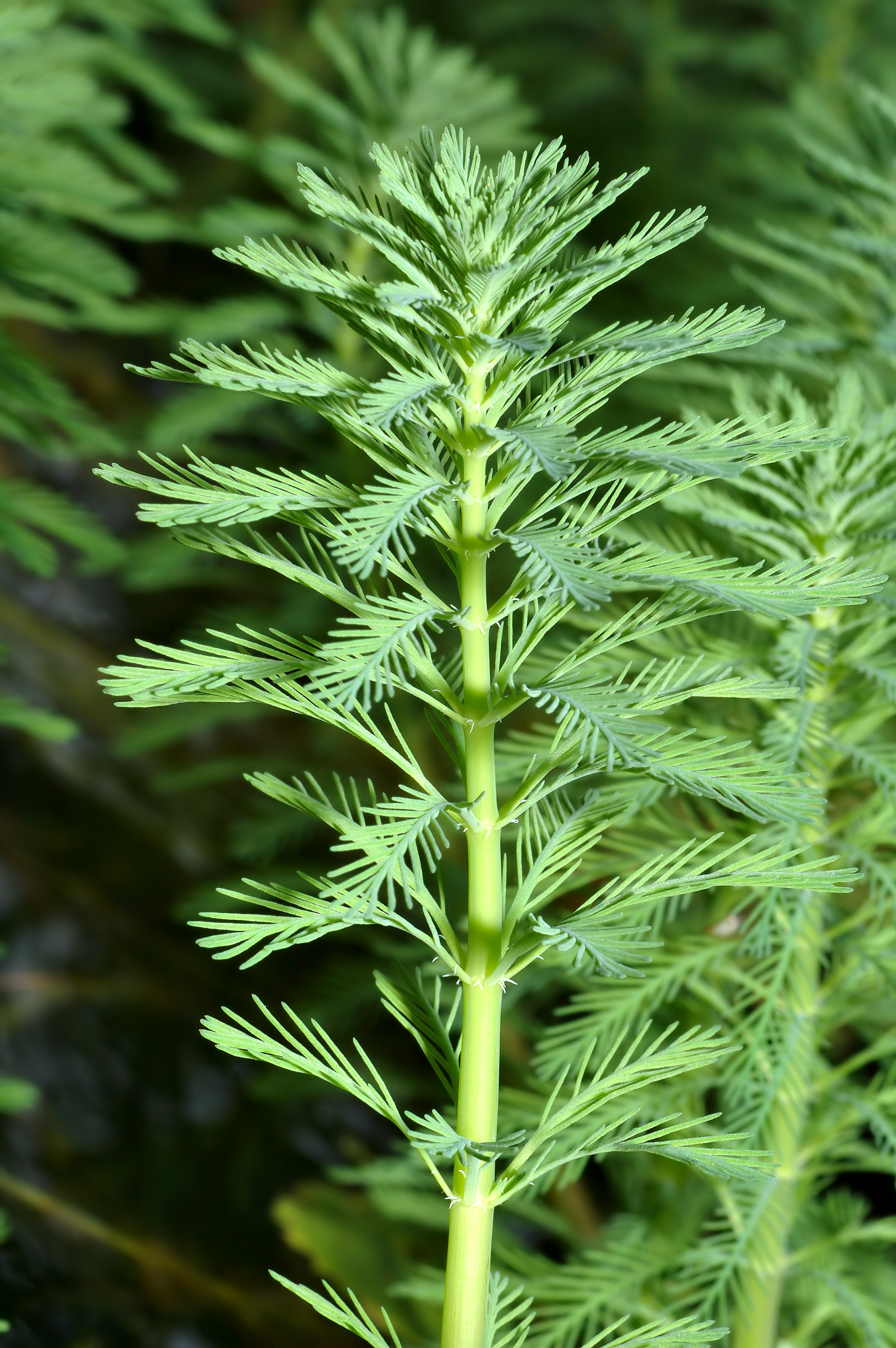
Myriophylle du Brésil
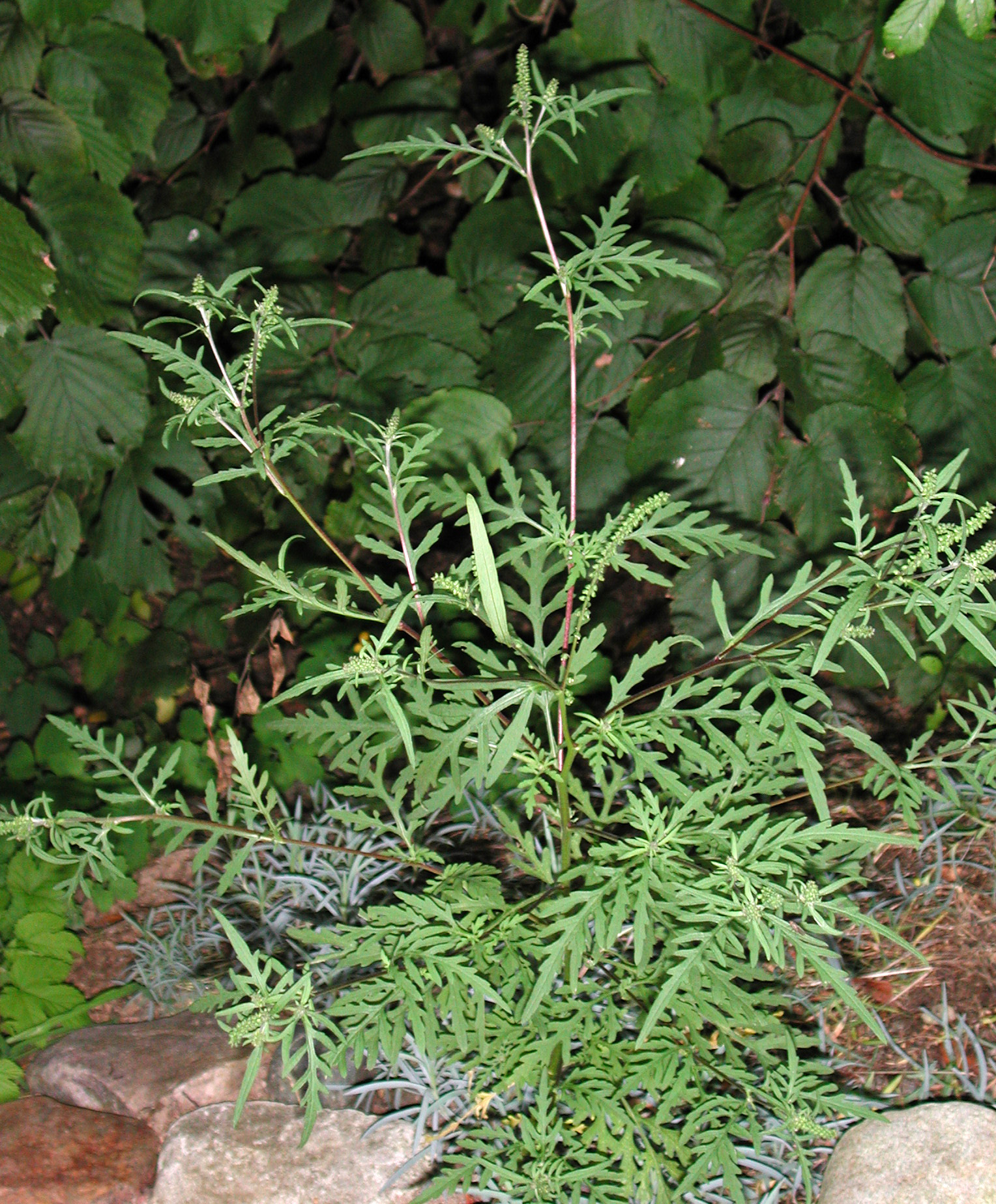
Petite herbe à poux

## Histoire

### Histoire géologique

#### Mésozoïque
Pendant l'ère mésozoïque (il y a entre 250 et 66 millions d'années), la région n'était pas parcourue par des dinosaures (d'où la rareté de fossiles d'animaux terrestres) puisqu'elle était alors récouverte par une mer épicontinentale peu profonde mais reliée à l'océan Atlantique, ce qui a entraîné des dépôts marins significatifs. 

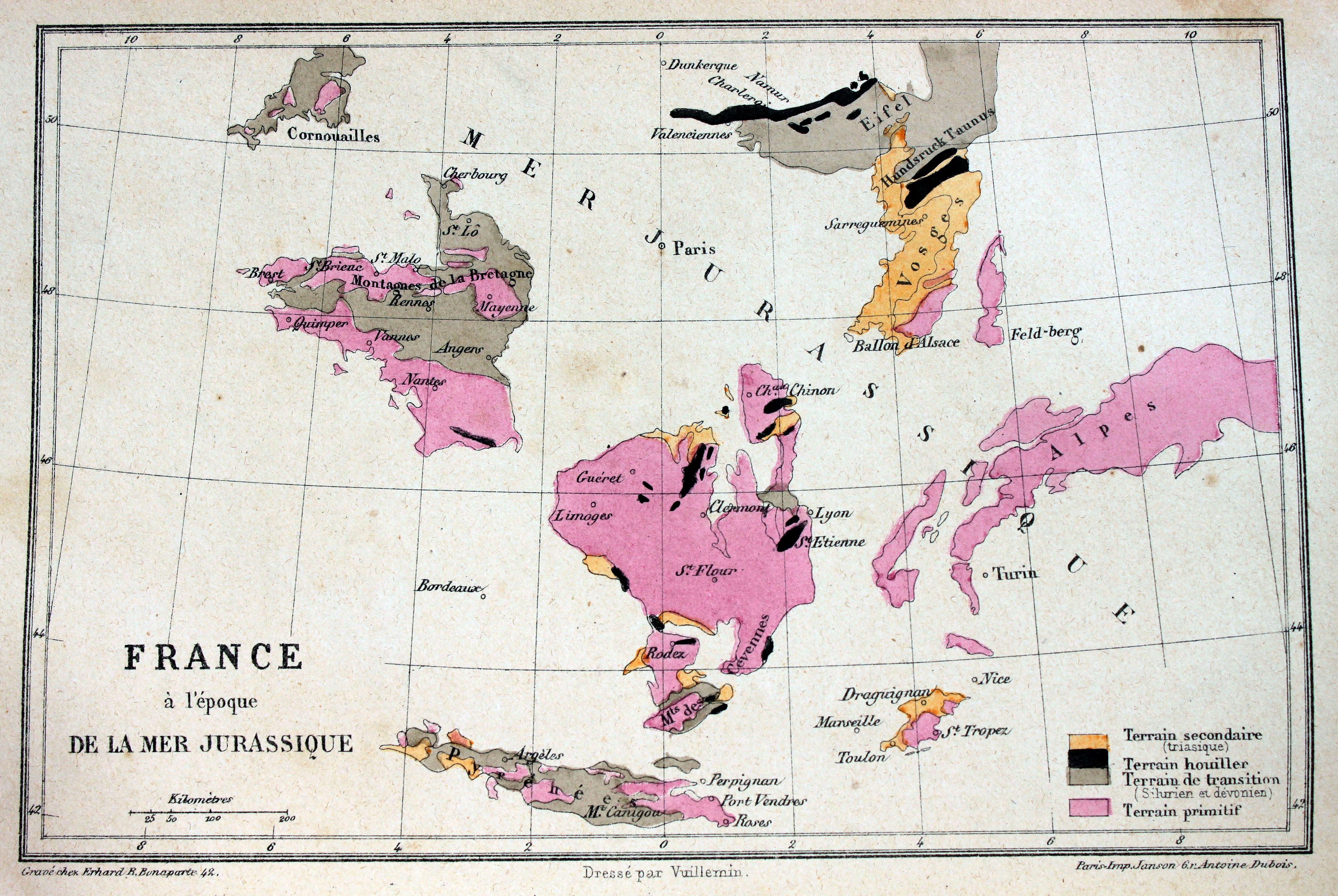
Le pays blésois inondé par la mer Jurassique (Mésozoïque).

Le climat était alors chaud et tropical, en raison de la position géographique de la région plus proche de l’équateur à cette époque. Néanmoins, la faune marine dominait, avec des ammonites, des bélemnites ainsi que quelques reptiles marins comme les plésiosaures.  
Les dépôts marins durant le Jurassique (il y a entre 200 et 145 millions d'années) sont principalement composés de calcaires et de marnes. Ces formations sont souvent visibles sur les quelques falaises ligériennes de la région, comme celle du parc des Mées (La Chaussée-Saint-Victor). Les falaises blésoises, bien que similaires à celles présentes dans la vallée du Cher (comme à Bourré) ou celles de la vallée du Loir (dont celles de Trôo), ne présentent cependant que très rarement des grottes. 
Au Crétacé (il y a entre 145 et 66 Ma), la mer recouvre à nouveau la région, déposant des couches de craie. Cette craie, composée principalement de coccolithes (coquilles d’organismes marins microscopiques), s'est naturellement agglomérée pour former du calcaire de Beauce et du tuffeau blanc, qui constitue une part importante du sous-sol blésois.

#### Cénozoïque

##### Éocène
Durant l'Éocène (entre 56 et 34 Ma avant notre ère), la régression des mers laisse place à des dépôts d'argiles et de sables, riches en fossiles, tels que les restes de mammifères et de plantes.
Bénéficiant d'un climat subtropical, chaud et humide, la région abritait en effet une faune riche, avec des mammifères primitifs, notamment des ancêtres des chevaux et des primates. La flore était dominée par des forêts d'arbres feuillus, comprenant des palmiers et des magnolias.

##### Oligocène
Les dépôts de l'Oligocène (de −34 et −23 Ma) sont principalement continentaux, composés de sables et de graviers ayant transité par un fleuve suivant l'actuelle vallée de la Loire. Les sols formés sont riches en matière organique, favorisés par les forêts primaires qui couvraient la région à cette époque.
L'Oligocène a vu une légère baisse des températures par rapport à l'Éocène, avec un climat plus tempéré mais encore relativement chaud. En conséquence, la faune terrestre se diversifie avec l’apparition de grands mammifères tels que les rhinocéros primitifs et les entélodontes. La flore comprend des forêts mixtes de conifères et de feuillus, avec des zones ouvertes qui favorisent le développement de prairies.

##### Miocène

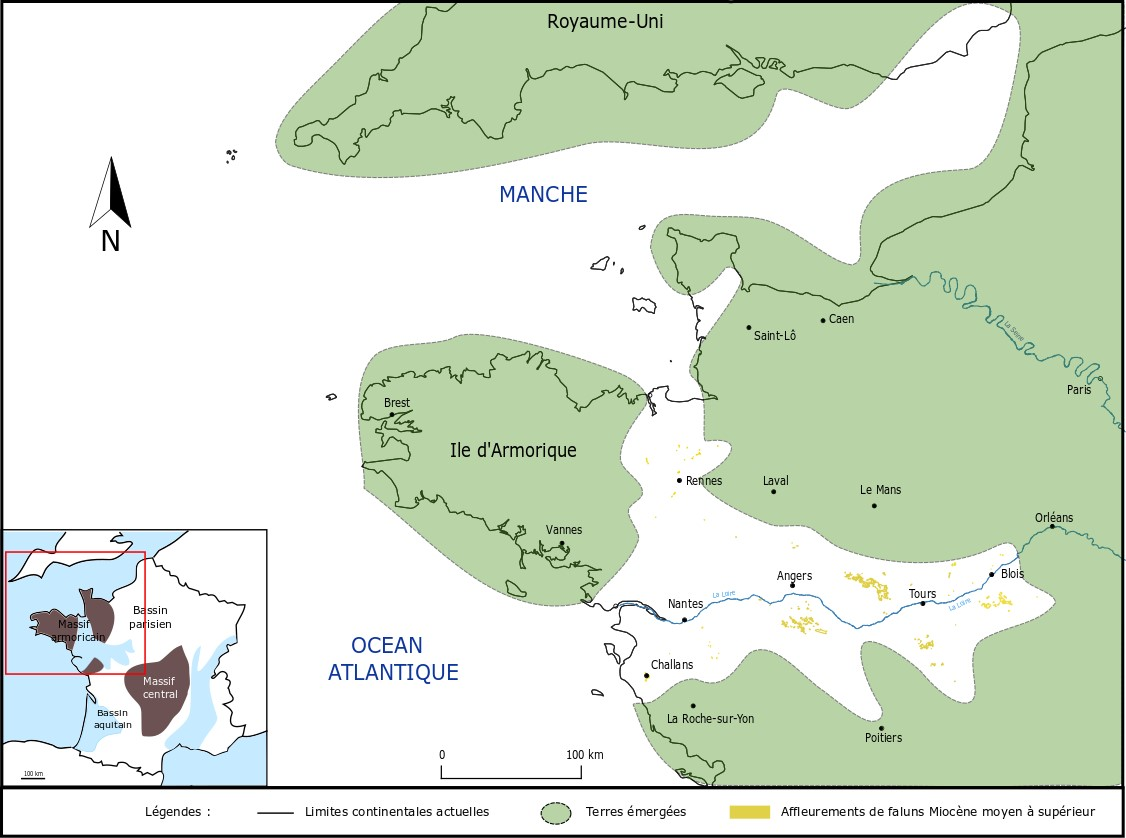
Le pays blésois sous les flots, cette fois dans le golfe de la Loire, dans la mer des Faluns (Miocène).

Durant le Miocène (il y a entre 23 et 5,3 millions d'années), une transgression marine majeure entraîne la formation de la mer des Faluns, qui inonde une troisième fois le Blésois et y dépose d'importants sédiments marins,,,. Ces dépôts, composés de calcaires, de marnes et de sables coquilliers, sont riches en fossiles marins à l'image des coquillages et des dents de requin retrouvés dans les strates les moins profondes. Les faluns, visibles dans plusieurs formations géologiques locales (à Contres, Pontlevoy ou la Chapelle-Saint-Martin-en-Plaine), constituent un élément distinctif du sous-sol blésois, souvent exploité pour la construction.
Le Miocène s'est traduit par un climat globalement plus sec et frais que les périodes précédentes, bien que la région du pays blésois soit encore influencée par des conditions tempérées, avec des variations saisonnières marquées. La mer des Faluns abritait une faune marine diversifiée, incluant ainsi des requins, des cétacés mais également de nombreux mollusques.

#### Quaternaire

##### Pléistocène
Le Pléistocène (entre 2,5 millions et 12 000 ans avant notre ère) est marqué par des alternances de périodes glaciaires et interglaciaires qui façonnent le paysage à travers l'érosion et les dépôts fluviaux. La Loire et ses affluents jouent un rôle crucial dans la formation des terrasses alluviales, créant des coteaux fertiles et des plaines arables. Les ruisseaux, comme la Cisse, le Cosson et l'Arrou, sculptent le paysage en formant le réseau hydrographique complexe que l'on connaît de nos jours.
La faune comprenait des mammouths, des bisons, des rennes et d'autres grands mammifères adaptés aux conditions froides. À mesure que la mer se retire, la flore fluctuait entre des forêts de conifères et des steppes herbeuses selon les phases glaciaires et interglaciaires.

### Préhistoire
Des fouilles archéologiques conduites par l’Institut national de recherches archéologiques préventives (INRAP) ont montré que la rive gauche de Blois était occupée par des chasseurs-cueilleurs dès 6 000 ans avant notre ère (il y a donc 8 000 ans).

### Antiquité

#### Sous les Gaulois: un prolongement culturel carnute
Dès le IVe siècle avant notre ère, une culture gauloise, rattachée au peuple carnute, semble se développer sur les coteaux de la Loire et aux portes de la Beauce.
Nombre de villages locaux portent des noms dérivés de mots de langue gauloise, suggérant ainsi que plusieurs bourgades semblaient alors déjà exister avant même l'arrivée des Romains : c'est notamment le cas pour Chambord et Chambon-sur-Cisse (qui partagent la même racine *Cambo signifiant « gué du méandre »,), Vienne (dérivé de Evenna pour « rivière ») et, dans une certaine mesure, Chailles (toponyme de l'ancien français) et Blois (dont le nom dériverait du terme gaulois pour « loup »,,).

#### Sous les Romains: une sous-province carnute
L'invasion des Romains vers -52 avant J.-C. signifie le début de l'administration et des enregistrements écrits, bien que rares, en opposition avec la tradition orale des Gaulois.
Du Ier au Ve siècle, le pagus blesensis (litt. « pays blésois ») est créé comme une subdivision administrative de la cité des Carnutes, dont la capitale est Autricum (Chartres). Celle-ci sein de la province de la Gallia Lugdunensis IV, et était administrée par un consul de l’Empire romain. À cette époque, le pagus se résume aux alentours de Blesis, alors cerné par de nombreux obstacles naturels : la forêt des Blémars à l'ouest, la Sylva longa à l'est, et la Secalaunia au sud, sans oublier le Liger qui le traverse. Blesis était ainsi une petite bourgade en développement autour d’une forteresse qu’ont bâtie les Romains, le Castrum Blesense, au sommet de l'éperon de l'actuel château. La ville, reliée au pays carnute par la plaine de la Belsa par la Via Iulius Caesaris (entre Autricum et Blesis), se situe alors au carrefour de la Via Turonensis longeant le Liger (reliant Lutèce à Burdigala), de la Via Festi (entre Blesis et Avaricum), et de la voie de Blois à Luynes à travers la Secalaunia (entre Blesis et Malliagense). Ironiquement, une communauté n'adhérant pas à l'Empire se serait constituée au niveau de Blesis, sur la rive gauche du Liger, à Vienna.
À Blesis, deux temples romains auraient siégé dans la ville : un dédié à Jupiter à l'emplacement de l'abbaye de Bourg-Moyen, et un second dédié à Mercure près de l'actuel lycée Robert-Badinter.
La toponymie de certains lieux blésois suggèrent leur fondation durant cette époque gallo-romaine (par exemple : Onzain, Maslives, Montlivault, Montfrault, Vineuil).

#### Sous les Bretons: le Royaume de Blois
En l’an 410, le chef breton Ivomadus aurait conquis les pagi de Blois et de Chartres en battant le consul en place, un certain Odo, probablement d’origine germanique. Il aurait ensuite instauré un état indépendant, le Royaume de Blois, au sein même de l’Empire, sous un Flavius Honorius déjà affaibli par les raids barbares à répétitions.
Cette entité mal connue des historiens sembla rester indépendante près d’un siècle, en résistant à l’invasion du royaume wisigoth de Toulouse, mais aurait été finalement conquise par le roi franc Clovis, entre 481 et 491, ou bien en 497.

### Moyen Âge
Au Moyen Âge et avec l'invasion des Francs, le Blésois est d'abord rattaché au comté d'Orléans, avant que ne se crée le comté de Blois, dont la puissance s'affirma dans une France féodalisée. Néanmoins, l'église catholique mais aussi les comtes de Blois conservèrent pendant longtemps le rattachement du Blésois au pays chartrain, tel qu'hérité des Carnutes.
C'est également lors du Haut Moyen Âge que la plupart des villages se sont développés, généralement après qu'un ermite chrétien s'y soit installé et que ses fidèles l'aient rejoint. C'est notamment le cas pour les communes actuelles de la Chaussée-Saint-Victor (fondée par Vecteur), de Saint-Bohaire (fondée par Béthaire), de Saint-Dyé-sur-Loire (par l'ermite Déodat), de Saint-Lubin-en-Vergonnois (par Lubin de Chartres), de Huisseau-sur-Cosson (par l'ermite My) et de Cellettes (par Mondry).
La vallée de la Cisse (dont Coulanges et Molineuf), rattachée au domaine comtal, est quant à elle cédée aux moines de Marmoutier (près de Tours) au Xe siècle. De même, les comtes ont délégué l'exploitation des forêts blésoises (de Blois, Russy et Boulogne) à des religieux.
Les guerres féodales entre les comtes de Blois et, principalement, les comtes d'Anjou (de la maison Plantagenêt) puis ceux de Vendôme, ont mené à la construction de plusieurs forteresses aux limites du Blésois, comme celles de Bury, de Montfrault, des Montils et de Chaumont. L'apogée de cette conflictualité fut au moment de la Guerre de Cent ans, les comtes blésois restant fidèles au roi de France contre les Plantagenêt.
Jamais conquis mais toutefois en dette au terme de cette guerre centenaire, le comté de Blois entre finalement dans le domaine royal à la Renaissance, puis est incorporé au duché puis la généralité d'Orléans.

### Après la Révolution
À la Révolution et l'abolition du système féodal, le département de Loir-et-Cher est créé, et inclut le Blésois, le Vendômois et le Romorantinais.

### Anciens toponymes
Autrefois, de nombreux villages aux alentours de Blois ont adopté des toponymes relatifs au pays blésois, dont :
- Herbault-en-Blésois, aujourd'hui Herbault,
- Madon-lès-Blois, actuel hameau de Madon, à Candé-sur-Beuvron,
- Menars-lès-Blois, actuelle Menars,
- Valaire-en-Blésois, aujourd'hui Valaire[37],
- Vienne-lez-Blois, aujourd'hui Blois-Vienne[38].

### Le Blésois auXXIesiècle
De nos jours, le regain de prise d'intérêt du pays blésois s'inscrit dans la mise en valeur du patrimoine architectural et culturel.